# Rugby en España 1981
En la temporada 1980-1981 se continuará con el sistema de liga de 4 grupos con liguilla final entre los campeones de cada grupo en la llamada Copa Presidente del Gobierno, su segunda edición. La 2ª División tendría 8 grupos regionales de diferentes tamaños. Los grupos I (Cataluña), II (País Vasco), III (Madrid), IV (Valencia) y VII (Castilla) estarían compuestos por 8 participantes. El grupo V (Andalucía/Extremadura) de 16 equipos que se dividen en 4 subgrupos de 4 equipos y una liguilla final entre los 4 primeros. El grupo VI (Asturias/Cantabria) de 10 equipos en 3 subgrupos y liguilla final de 6. Por último se crea un nuevo grupo, el VIII para Alicante y Murcia. Tampoco este año habría campeón de 2ª División. También continuaban los torneos habituales de la Copa del Rey, Copa FER y campeonatos nacionales de juveniles y cadetes. Todo esto significaba que la Federación Española de Rugby asumía la mayoría de los campeonatos regionales senior, dejando a las territoriales la organización de las categorías inferiores. Solamente en Madrid, Cataluña, País Vasco, Valencia y Aragón (solo un equipo en Nacional) existían ligas senior organizadas por las propias territoriales. El logro más importante del año en cuanto extensión del deporte fueron las incorporaciones de Extremadura, Alicante y Murcia al sistema nacional de ligas.

Aparte de la aparición de algunos nuevos clubes, o la incorporación de clubes provenientes de ligas universitarias, hubo pocos cambios entre los ya consolidados. En Madrid la Fundación Universitaria San Pablo CEU dejaba de apoyar a su equipo San Pablo-CEU. Los jugadores y técnicos decidían continuar por su cuenta creando un nuevo club, que para no perder sus siglas se llamó Club Español Urogallos (CEU). El BUC que por motivos políticos se había visto obligado a llamarse Barcelona Unión Club, recuperaba su nombre original en catalán: Barcelona Universitari Club.
CUADRO DE HONOR
| TORNEO                              | CAMPEÓN                           | SUBCAMPEÓN                     |
| ----------------------------------- | --------------------------------- | ------------------------------ |
| XIV Campeonato Nacional de Liga 1ªD |                                   |                                |
| II Copa Presidente del Gobierno     | Club Deportivo Arquitectura       | Hernani Club de Rugby          |
| Grupo Norte                         | Hernani Club de Rugby             | Club Atlético San Sebastián    |
| Grupo Centro                        | Club Deportivo Arquitectura       | Canoe Natación Club            |
| Grupo Levante                       | Valencia Rugby Club               | Rugby Club Cornellà            |
| Grupo Sur                           | Ciencias de Sevilla               | Club de Rugby Divina Pastora   |
| XLVIII Copa de S.M. El Rey          | Club Deportivo Arquitectura       | Canoe Natación Club            |
| X Campeonato Nacional de Liga 2ªD   | No se declara Campeón             | No se declara Campeón          |
| XXV Copa F.E.R.                     | Olímpico Pozuelo R.C.             | Club Deportivo Acantos         |
| XVIII Campeonato España Juvenil     | Barcelona Universitari Club (BUC) | El Salvador                    |
| VIII Campeonato España Cadete       | Club Deportivo Arquitectura       | Rugby Club Cornellà            |
| Campeonato España Sel. Senior       | Selección de Guipúzcoa            | Selección de Valladolid        |
| Campeonato España Sel. Juvenil      | Selección de Valladolid           | Selección de Barcelona         |
| Campeonato España Sel. Cadete       | Selección de Madrid               | Selección de Zaragoza          |
| Liga Nordeste 2ªD. Nac. G-I         | Club Natación Pueblo Nuevo        | Club Natación Montjuich        |
| Liga Catalana 1ªD Regional          | Unió Esportiva Santboiana B       | Rugby Club Cornellà B          |
| Liga Vasca 2ªD.Nac. G-II            | Hernani Club de Rugby B           | Ordizia Rugby Elkartea         |
| Liga Guipúzcoa                      | Rugby Club Irún B                 | Eibar Rugby Taldea             |
| Liga Vizcaya                        | Munguía Rugby Taldea              | Kakarraldo Rugby Taldea        |
| Liga de Madrid 2ªD.Nac. G-III       | Olímpico Pozuelo R.C.             | Club Deportivo Arquitectura B  |
| Liga de Madrid 1ªD Regional         | Club Español Urogallos (CEU)      | AD Ingenieros Industriales     |
| Liga Levante 2ªD.Nac. G-IV          | San Roque Rugby Club              | Tatami Rugby Club              |
| Liga Valenciana 1ª Reg              | Castellón Rugby Club              | Tatami Rugby Club B            |
| Liga Andaluza 2ªD.Nac. G-V          | Medicina Badajoz                  | Club de Rugby Divina Pastora B |
| Liga Norte 2ªD.Nac. G-VI            | Independiente Rugby Club          | Real Sporting de Gijón         |
| Liga Castellana 2ªD.Nac. G-VII      | San José Valladolid               | Sargento Pepper's              |
| Liga Levante-Sur 2ªD.Nac. G-VIII    | U.R.E.S. 78                       | Elche Rugby Club               |
| Copa FIRA 1ª División               | Selección de rugby de España      | 5ª posición                    |

## Competiciones Nacionales

### XIVº Campeonato Nacional de Liga 1ª División

#### Grupo Norte
Aunque se auguraba una dura pugna entre Hernani y Atlético San Sebastián, los donostiarras comenzaron muy mal la liga con dos derrotas en la 1ª y 3ª jornada contra Irún y un sorprendente Getxo. La lucha por el título se traslada ahora a los dos viejos rivales: Irún y Hernani. Sin embargo estos se adelantan en la 4.ª jornada venciendo a los irundarras, que además caen también contra Getxo en la última jornada de la primera vuelta, por lo que hace menos grave la derrota de Hernani contra el Atlético por 4-3.

Hernani consigue ganar todos los partidos de la segunda vuelta, igual que el Atlético antes de la última jornada en que se enfrentan ambos, pero la liga ya esta decantada para los hernaniarras, que vencen por 7-0. La derrota de Irún contra el Atlético da a los donostiarras las segunda plaza. Por la cuarta plaza lucharon Getxo y Zaharrean con ventaja para los vizcaínos con una victoria más. En el descenso el Mondragón que había perdido todos sus partidos es descalificado por doble incomparecencia en las últimas jornadas. El duelo entre bilbaínos por evitar la otra plaza de descenso fue perdido por el Bilbao que solo había conseguido ganar a Mondragón y perdió sus dos "derbys" contra el Universitario.
| Resultados 1ª División NORTE          | Resultados 1ª División NORTE | Resultados 1ª División NORTE | Resultados 1ª División NORTE |
| Ciudad                                | Local                        | Resultado                    | Visitante                    |
| ------------------------------------- | ---------------------------- | ---------------------------- | ---------------------------- |
| 1ª Jornada (28 de septiembre de 1980) |                              |                              |                              |
| Bilbao                                | Bilbao Rugby Club            | 12-33                        | Getxo Rugby Taldea           |
| Irún                                  | Rugby Club Irún              | 15-14                        | Club Atlético San Sebastián  |
| Hernani                               | Hernani Rugby Club           | 34-12                        | Zaharrean Rugby Taldea       |
| Mondragón                             | Juventud Deportiva Mondragón | 6-21                         | Universitario Bilbao         |
| 2ª Jornada (5 de octubre de 1980)     |                              |                              |                              |
| Guecho                                | Getxo Rugby Taldea           | 34-15                        | Juventud Deportiva Mondragón |
| Hernani                               | Club Atlético San Sebastián  | 84-4                         | Bilbao Rugby Club            |
| Hernani                               | Zaharrean Rugby Taldea       | 4-11                         | Rugby Club Irún              |
| Bilbao                                | Universitario Bilbao         | 0-45                         | Hernani Rugby Club           |
| 3ª Jornada (12 de octubre de 1980)    |                              |                              |                              |
| Guecho                                | Getxo Rugby Taldea           | 6-4                          | Club Atlético San Sebastián  |
| Bilbao                                | Bilbao Rugby Club            | 4-13                         | Zaharrean Rugby Taldea       |
| Irún                                  | Rugby Club Irún              | 32-3                         | Universitario Bilbao         |
| Mondragón                             | Juventud Deportiva Mondragón | 0-56                         | Hernani Rugby Club           |
| 4ª Jornada (26 de octubre de 1980)    |                              |                              |                              |
| Hernani                               | Club Atlético San Sebastián  | 97-0                         | Juventud Deportiva Mondragón |
| Hernani                               | Zaharrean Rugby Taldea       | 3-0                          | Getxo Rugby Taldea           |
| Bilbao                                | Universitario Bilbao         | 13-10                        | Bilbao Rugby Club            |
| Hernani                               | Hernani Rugby Club           | 20-3                         | Rugby Club Irún              |
| 5ª Jornada (2 de noviembre de 1980)   |                              |                              |                              |
| Hernani                               | Club Atlético San Sebastián  | 47-13                        | Zaharrean Rugby Taldea       |
| Guecho                                | Getxo Rugby Taldea           | 62-12                        | Universitario Bilbao         |
| Bilbao                                | Bilbao Rugby Club            | 14-27                        | Hernani Rugby Club           |
| Mondragón                             | Juventud Deportiva Mondragón | 15-27                        | Rugby Club Irún              |
| 6ª Jornada (23 de noviembre de 1980)  |                              |                              |                              |
| Mondragón                             | Juventud Deportiva Mondragón | 16-27                        | Zaharrean Rugby Taldea       |
| Bilbao                                | Universitario Bilbao         | 17-55                        | Club Atlético San Sebastián  |
| Hernani                               | Hernani Rugby Club           | 22-0                         | Getxo Rugby Taldea           |
| Irún                                  | Rugby Club Irún              | 31-6                         | Bilbao Rugby Club            |
| 7ª Jornada (30 de noviembre de 1980)  |                              |                              |                              |
| Hernani                               | Zaharrean Rugby Taldea       | 25-0                         | Universitario Bilbao         |
| Hernani                               | Club Atlético San Sebastián  | 4-3                          | Hernani Rugby Club           |
| Guecho                                | Getxo Rugby Taldea           | 6-0                          | Rugby Club Irún              |
| Bilbao                                | Bilbao Rugby Club            | 34-8                         | Juventud Deportiva Mondragón |
| 8ª Jornada (7 de diciembre de 1980)   |                              |                              |                              |
| Guecho                                | Getxo Rugby Taldea           | 9-3                          | Bilbao Rugby Club            |
| Hernani                               | Club Atlético San Sebastián  | 12-10                        | Rugby Club Irún              |
| Hernani                               | Zaharrean Rugby Taldea       | 6-21                         | Hernani Rugby Club           |
| Bilbao                                | Universitario Bilbao         | 9-4                          | Juventud Deportiva Mondragón |
| 9ª Jornada (11 de enero de 1981)      |                              |                              |                              |
| Mondragón                             | Juventud Deportiva Mondragón | 7-18                         | Getxo Rugby Taldea           |
| Bilbao                                | Bilbao Rugby Club            | 8-48                         | Club Atlético San Sebastián  |
| Irún                                  | Rugby Club Irún              | 46-4                         | Zaharrean Rugby Taldea       |
| Bilbao                                | Hernani Rugby Club           | 120-0                        | Universitario Bilbao         |
| 10ª Jornada (18 de enero de 1981)     |                              |                              |                              |
| Hernani                               | Club Atlético San Sebastián  | 44-0                         | Getxo Rugby Taldea           |
| Hernani                               | Zaharrean Rugby Taldea       | 14-4                         | Bilbao Rugby Club            |
| Bilbao                                | Universitario Bilbao         | 11-12                        | Rugby Club Irún              |
| Hernani                               | Hernani Rugby Club           | 62-0                         | Juventud Deportiva Mondragón |
| 11ª Jornada (25 de enero de 1981)     |                              |                              |                              |
| Mondragón                             | Juventud Deportiva Mondragón | 4-50                         | Club Atlético San Sebastián  |
| Guecho                                | Getxo Rugby Taldea           | 8-10                         | Zaharrean Rugby Taldea       |
| Bilbao                                | Bilbao Rugby Club            | 6-13                         | Universitario Bilbao         |
| Irún                                  | Rugby Club Irún              | 0-29                         | Hernani Rugby Club           |
| 12ª Jornada (1 de febrero de 1981)    |                              |                              |                              |
| Hernani                               | Zaharrean Rugby Taldea       | 4-31                         | Club Atlético San Sebastián  |
| Bilbao                                | Universitario Bilbao         | 4-24                         | Getxo Rugby Taldea           |
| Bilbao                                | Hernani Rugby Club           | 69-4                         | Bilbao Rugby Club            |
| Irún                                  | Rugby Club Irún              | 6-0 np                       | Juventud Deportiva Mondragón |
| 13ª Jornada (8 de febrero de 1981)    |                              |                              |                              |
| Hernani                               | Zaharrean Rugby Taldea       | 6-0 np                       | Juventud Deportiva Mondragón |
| Hernani                               | Club Atlético San Sebastián  | 59-4                         | Universitario Bilbao         |
| Guecho                                | Getxo Rugby Taldea           | 4-12                         | Hernani Rugby Club           |
| Bilbao                                | Bilbao Rugby Club            | 4-10                         | Rugby Club Irún              |
| 14ª Jornada (1 de marzo de 1981)      |                              |                              |                              |
| Hernani                               | Universitario Bilbao         | 6-0                          | Zaharrean Rugby Taldea       |
| Hernani                               | Hernani Rugby Club           | 7-0                          | Club Atlético San Sebastián  |
| Irún                                  | Rugby Club Irún              | 16-4                         | Getxo Rugby Taldea           |
| Mondragón                             | Juventud Deportiva Mondragón | desc                         | Bilbao Rugby Club            |

| Local \ Visitante    | ASS   | BRC   | GTX   | HER   | IRU   | MON | UNI   | ZAH   |
| -------------------- | ----- | ----- | ----- | ----- | ----- | --- | ----- | ----- |
| Club ATLÉTICO SS     | —     | 86–4  | 44–0  | 4–3   | 12–10 | *   | 59–4  | 45–15 |
| BILBAO R.C.          | 8–48  | —     | 12–33 | 14–27 | 4–10  | *   | 6–13  | 4–13  |
| GETXO R.T.           | 6–4   | 23–0  | —     | 4–12  | 6–0   | *   | 10–3  | 8–10  |
| HERNANI R.C.         | 7–0   | 69–4  | 22–0  | —     | 20–3  | *   | 120–0 | 34–12 |
| R.C. IRÚN            | 15–14 | 31–6  | 16–4  | 0–29  | —     | *   | 32–4  | 46–4  |
| J.D. MONDRAGÓN       | *     | *     | *     | *     | *     | —   | *     | *     |
| UNIVERSITARIO Bilbao | 17–55 | 13–10 | 4–24  | 0–45  | 11–12 | *   | —     | 6–0   |
| ZAHARREAN R.T.       | 4–31  | 14–4  | 3–0   | 6–21  | 4–11  | *   | 25–0  | —     |

|     |                              |                                           |                                           |                                           |                                           |                                           |                                           |                                           |  |  |  |  |  |  |  |  |  |  |
| Pos | Equipo                       | Jug                                       | V                                         | E                                         | D                                         | PF                                        | PC                                        | Pts                                       |  |  |  |  |  |  |  |  |  |  |
| 1º  | Hernani Rugby Club           | 12                                        | 11                                        | 0                                         | 1                                         | 402                                       | 47                                        | 34                                        |  |  |  |  |  |  |  |  |  |  |
| 2º  | Club Atlético San Sebastián  | 12                                        | 9                                         | 0                                         | 3                                         | 402                                       | 93                                        | 30                                        |  |  |  |  |  |  |  |  |  |  |
| 3º  | Rugby Club Irún              | 12                                        | 8                                         | 0                                         | 4                                         | 320                                       | 118                                       | 28                                        |  |  |  |  |  |  |  |  |  |  |
| 4º  | Getxo Rugby Taldea           | 12                                        | 6                                         | 0                                         | 6                                         | 118                                       | 110                                       | 24                                        |  |  |  |  |  |  |  |  |  |  |
| 5º  | Zaharrean Rugby Taldea       | 12                                        | 5                                         | 0                                         | 7                                         | 109                                       | 210                                       | 22                                        |  |  |  |  |  |  |  |  |  |  |
| 6º  | Universitario Bilbao         | 12                                        | 3                                         | 0                                         | 9                                         | 85                                        | 398                                       | 18                                        |  |  |  |  |  |  |  |  |  |  |
| 7º  | Bilbao Rugby Club            | 12                                        | 0                                         | 0                                         | 12                                        | 76                                        | 370                                       | 12                                        |  |  |  |  |  |  |  |  |  |  |
| 8º  | Juventud Deportiva Mondragón | * descalificado por doble incomparecencia | * descalificado por doble incomparecencia | * descalificado por doble incomparecencia | * descalificado por doble incomparecencia | * descalificado por doble incomparecencia | * descalificado por doble incomparecencia | * descalificado por doble incomparecencia |  |  |  |  |  |  |  |  |  |  |

#### Grupo Centro
Se vaticinaba una dura competencia entre CAU, Arquitectura y Cisneros. El CAU que venció en la primera jornada al Cisneros, tuvo un primer traspiés al caer la segunda jornada en Valladolid ante el Lourdes. Arquitectura venció de nuevo al CAU en la 4ª  y al Cisneros en la 5ª y se destacaba en el liderato y acababa con cualquier incertidumbre. La Escuela no tendría rival en la liga, ganó todos sus partidos y de forma muy clara, superando habitualmente los 40 puntos. En la primera vuelta ya tenía ventaja de varias victorias sobre sus oponentes y en la segunda vuelta aumentó su ventaja, de modo que a 4 jornadas del final ya era matemáticamente campeón.

Aunque nunca mostró verdaderas opciones de ganar la liga, el subcampeonato del Canoe era una buena señal para el club tricampeón, pues parecía que volvía a ser un equipo puntero dispuesto a conseguir nuevos títulos. El CAU en tercera posición seguía siendo un buen competidor, aunque este año se vieron superados por el magnífico estado de forma de Arquitectura. Los equipos de Valladolid fueron sólidos en su casa y obtuvieron la 4ª y 5ª, por delante de un Cisneros que partía como posible favorito pero hizo una campaña poco memorable, aunque bien lejos de los dos colistas. Liceo y Teca no se adaptaron a la categoría y solo consiguieron 1 victoria cada uno y un empate entre ellos.

| Resultados 1ª División Centro         | Resultados 1ª División Centro | Resultados 1ª División Centro | Resultados 1ª División Centro |
| Ciudad                                | Local                         | Resultado                     | Visitante                     |
| ------------------------------------- | ----------------------------- | ----------------------------- | ----------------------------- |
| 1ª Jornada (28 de septiembre de 1980) |                               |                               |                               |
| Madrid                                | CAU Madrid Rugby Club         | 26-19                         | Colegio Mayor Cisneros        |
| Madrid                                | Canoe Natación Club           | 27-23                         | Club Deportivo Lourdes        |
| Valladolid                            | CDU Valladolid                | 17-16                         | Teca Rugby Club               |
| Madrid                                | Liceo Francés                 | 0-62                          | Club Deportivo Arquitectura   |
| 2ª Jornada (5 de octubre de 1980)     |                               |                               |                               |
| Madrid                                | Colegio Mayor Cisneros        | 42-19                         | Liceo Francés                 |
| Valladolid                            | Club Deportivo Lourdes        | 17-4                          | CAU Madrid Rugby Club         |
| Madrid                                | Teca Rugby Club               | 25-30                         | Canoe Natación Club           |
| Madrid                                | Club Deportivo Arquitectura   | 45-12                         | CDU Valladolid                |
| 3ª Jornada (12 de octubre de 1980)    |                               |                               |                               |
| Madrid                                | Colegio Mayor Cisneros        | 13-10                         | Club Deportivo Lourdes        |
| Madrid                                | CAU Madrid Rugby Club         | 40-15                         | Teca Rugby Club               |
| Madrid                                | Canoe Natación Club           | 4-12                          | Club Deportivo Arquitectura   |
| Madrid                                | Liceo Francés                 | 10-17                         | CDU Valladolid                |
| 4ª Jornada (26 de octubre de 1980)    |                               |                               |                               |
| Valladolid                            | Club Deportivo Lourdes        | 37-0                          | Liceo Francés                 |
| Madrid                                | Teca Rugby Club               | 18-29                         | Colegio Mayor Cisneros        |
| Madrid                                | Club Deportivo Arquitectura   | 47-0                          | CAU Madrid Rugby Club         |
| Valladolid                            | CDU Valladolid                | 32-14                         | Canoe Natación Club           |
| 5ª Jornada (2 de noviembre de 1980)   |                               |                               |                               |
| Valladolid                            | Club Deportivo Lourdes        | 6-0                           | Teca Rugby Club               |
| Madrid                                | Colegio Mayor Cisneros        | 3-16                          | Club Deportivo Arquitectura   |
| Madrid                                | CAU Madrid Rugby Club         | 27-8                          | CDU Valladolid                |
| Madrid                                | Liceo Francés                 | 16-7                          | Canoe Natación Club           |
| 6ª Jornada (23 de noviembre de 1980)  |                               |                               |                               |
| Madrid                                | Liceo Francés                 | 16-16                         | Teca Rugby Club               |
| Madrid                                | Club Deportivo Arquitectura   | 46-13                         | Club Deportivo Lourdes        |
| Valladolid                            | CDU Valladolid                | 9-39                          | Colegio Mayor Cisneros        |
| Madrid                                | Canoe Natación Club           | 19-22                         | CAU Madrid Rugby Club         |
| 7ª Jornada (30 de noviembre de 1980)  |                               |                               |                               |
| Madrid                                | Teca Rugby Club               | 16-28                         | Club Deportivo Arquitectura   |
| Valladolid                            | Club Deportivo Lourdes        | 7-9                           | CDU Valladolid                |
| Madrid                                | Colegio Mayor Cisneros        | 12-22                         | Canoe Natación Club           |
| Madrid                                | CAU Madrid Rugby Club         | 42-6                          | Liceo Francés                 |
| 8ª Jornada (7 de diciembre de 1980)   |                               |                               |                               |
| Madrid                                | Colegio Mayor Cisneros        | 3-16                          | CAU Madrid Rugby Club         |
| Valladolid                            | Club Deportivo Lourdes        | 41-8                          | Canoe Natación Club           |
| Madrid                                | Teca Rugby Club               | 18-12                         | CDU Valladolid                |
| Madrid                                | Club Deportivo Arquitectura   | 57-7                          | Liceo Francés                 |
| 9ª Jornada (11 de enero de 1981)      |                               |                               |                               |
| Madrid                                | Liceo Francés                 | 4-58                          | Colegio Mayor Cisneros        |
| Madrid                                | CAU Madrid Rugby Club         | 56-8                          | Club Deportivo Lourdes        |
| Madrid                                | Canoe Natación Club           | 37-7                          | Teca Rugby Club               |
| Valladolid                            | CDU Valladolid                | 3-40                          | Club Deportivo Arquitectura   |
| 10ª Jornada (18 de enero de 1981)     |                               |                               |                               |
| Valladolid                            | Club Deportivo Lourdes        | 48-0                          | Colegio Mayor Cisneros        |
| Madrid                                | Teca Rugby Club               | 0-32                          | CAU Madrid Rugby Club         |
| Madrid                                | Club Deportivo Arquitectura   | 27-20                         | Canoe Natación Club           |
| Valladolid                            | CDU Valladolid                | 25-0                          | Liceo Francés                 |
| 11ª Jornada (25 de enero de 1981)     |                               |                               |                               |
| Madrid                                | Liceo Francés                 | 15-18                         | Club Deportivo Lourdes        |
| Madrid                                | Colegio Mayor Cisneros        | 23-16                         | Teca Rugby Club               |
| Madrid                                | CAU Madrid Rugby Club         | 10-37                         | Club Deportivo Arquitectura   |
| Madrid                                | Canoe Natación Club           | 35-13                         | CDU Valladolid                |
| 12ª Jornada (1 de febrero de 1981)    |                               |                               |                               |
| Madrid                                | Teca Rugby Club               | 14-21                         | Club Deportivo Lourdes        |
| Madrid                                | Club Deportivo Arquitectura   | 46-4                          | Colegio Mayor Cisneros        |
| Valladolid                            | CDU Valladolid                | 6-0                           | CAU Madrid Rugby Club         |
| Madrid                                | Canoe Natación Club           | 59-8                          | Liceo Francés                 |
| 13ª Jornada (8 de febrero de 1981)    |                               |                               |                               |
| Madrid                                | Teca Rugby Club               | 14-25                         | Liceo Francés                 |
| Valladolid                            | Club Deportivo Lourdes        | 3-19                          | Club Deportivo Arquitectura   |
| Madrid                                | Colegio Mayor Cisneros        | 3-9                           | CDU Valladolid                |
| Madrid                                | CAU Madrid Rugby Club         | 0-26                          | Canoe Natación Club           |
| 14ª Jornada (22 de febrero de 1981)   |                               |                               |                               |
| Madrid                                | Club Deportivo Arquitectura   | 45-0                          | Teca Rugby Club               |
| Valladolid                            | CDU Valladolid                | 25-11                         | Club Deportivo Lourdes        |
| Madrid                                | Canoe Natación Club           | 10-0                          | Colegio Mayor Cisneros        |
| Madrid                                | Liceo Francés                 | 4-58                          | CAU Madrid Rugby Club         |

| Local \ Visitante | ARQ   | CAN   | CAU   | CDU   | CIS   | LIC   | LOU   | TEC   |
| ----------------- | ----- | ----- | ----- | ----- | ----- | ----- | ----- | ----- |
| CD ARQUITECTURA   | —     | 27–20 | 47–0  | 46–6  | 46–4  | 57–7  | 52–13 | 45–0  |
| CANOE N.C.        | 10–21 | —     | 19–22 | 35–13 | 10–0  | 59–8  | 27–23 | 37–7  |
| CAU Madrid R.C.   | 10–37 | 0–26  | —     | 27–8  | 26–19 | 42–6  | 56–8  | 40–15 |
| CDU VALLADOLID    | 3–40  | 31–12 | 6–0   | —     | 9–39  | 25–0  | 25–11 | 17–16 |
| C. M. CISNEROS    | 10–21 | 12–22 | 3–16  | 3–9   | —     | 42–19 | 13–10 | 23–16 |
| LICEO Francés     | 0–62  | 6–68  | 12–18 | 10–17 | 4–58  | —     | 15–18 | 16–16 |
| C.D. LOURDES      | 3–19  | 6–10  | 17–4  | 7–9   | 48–0  | 37–0  | —     | 6–0   |
| TECA R.C.         | 16–28 | 25–30 | 0–32  | 18–12 | 18–29 | 14–25 | 14–21 | —     |

|     |                        |     |    |   |    |     |     |     |  |  |  |  |  |  |  |  |  |  |
| Pos | Equipo                 | Jug | V  | E | D  | PF  | PC  | Pts |  |  |  |  |  |  |  |  |  |  |
| 1º  | CD Arquitectura        | 14  | 14 | 0 | 0  | 548 | 102 | 42  |  |  |  |  |  |  |  |  |  |  |
| 2º  | Canoe Natación Club    | 14  | 10 | 0 | 4  | 385 | 201 | 34  |  |  |  |  |  |  |  |  |  |  |
| 3º  | CAU Madrid Rugby Club  | 14  | 9  | 0 | 5  | 293 | 186 | 32  |  |  |  |  |  |  |  |  |  |  |
| 4º  | CDU Valladolid         | 14  | 8  | 0 | 6  | 190 | 252 | 30  |  |  |  |  |  |  |  |  |  |  |
| 5º  | Club Deportivo Lourdes | 14  | 6  | 0 | 8  | 237 | 244 | 26  |  |  |  |  |  |  |  |  |  |  |
| 6º  | Colegio Mayor Cisneros | 14  | 6  | 0 | 8  | 255 | 274 | 26  |  |  |  |  |  |  |  |  |  |  |
| 7º  | Liceo Francés          | 14  | 1  | 1 | 12 | 128 | 533 | 17  |  |  |  |  |  |  |  |  |  |  |
| 8º  | Teca Rugby Club        | 14  | 1  | 1 | 12 | 175 | 369 | 17  |  |  |  |  |  |  |  |  |  |  |

#### Grupo Levante
Se vaticinaba un grupo muy igualado y el primer mes de competición confirmó los pronósticos. El la 5.ª jornada había cinco equipos en 1 punto: Valencia y Cornellà con 3 victorias y un empate entre ellos y detrás Barça, Santboi y Natació con 3 victorias y dos derrotas. En la 6ª jornada el FC Barcelona se impone en casa del Valencia y en la siguiente Cornellà empata en Gerona. Al final de la primera vuelta solo el Natació está descolgado, Santboiana y Barça son ahora líderes con 17 (5 victorias y dos derrotas), igual que Cornellà también con 17 (4 victorias, 2 empates, 1 derrota) y Valencia con 16 (4/1/2). En la segunda vuelta los partidos entre estos 4 equipos serán finales.

La primera en la 8.ª jornada es ganada por Santboi que gana al Barça a domicilio, los azulgranas pierden más distancia en la siguiente al caer también con el Natació. El la 9º es el turno de Valencia y Cornellá, y ganan los primeros por un corto 7-4. Lidera Santboi con 23 puntos, Valencia 21, Cornellá 21 y Barça 19. Las jornadas 10.ª, 11.ª y 12.ª son pésimas para Santboi, cae primero contra G.E.i E.G, y luego contra Cornellá y Valencia. También en la 12.ª el Cornellá descarta al Barça y a falta de dos jornadas la liga es cosa de dos. Valencia tiene la ventaja de un punto y en la jornada 13.ª tiene que visitar al FC Barcelona, mientras Cornellá tiene un par de partidos más sencillos. Sin embargo los valencianos no fallan y ganan claramente por 7-22, quedando solo el trámite de vencer a Les Abelles, ya descendido en la última jornada. Cornellá gana sus dos compromisos y será subcampeón a 1 punto del líder. Empatados con 31 puntos quedaran Santboi y Barça 3º y 4º respectivamente.
| Resultados 1ª División Levante        | Resultados 1ª División Levante | Resultados 1ª División Levante | Resultados 1ª División Levante |
| Ciudad                                | Local                          | Resultado                      | Visitante                      |
| ------------------------------------- | ------------------------------ | ------------------------------ | ------------------------------ |
| 1ª Jornada (28 de septiembre de 1980) |                                |                                |                                |
| Sant Boi                              | Unió Esportiva Santboiana      | 9-15                           | Futbol Club Barcelona          |
| Barcelona                             | B.U.C.                         | 31-3                           | Les Abelles Rugby Club         |
| Valencia                              | Valencia Rugby Club            | 40-9                           | G.E.i.E.G.-Gerona              |
| Barcelona                             | Club Natació Barcelona         | 15-11                          | Rugby Club Cornellà            |
| 2ª Jornada (5 de octubre de 1980)     |                                |                                |                                |
| Barcelona                             | Futbol Club Barcelona          | 10-13                          | Club Natació Barcelona         |
| Valencia                              | Les Abelles Rugby Club         | 15-30                          | Unió Esportiva Santboiana      |
| Gerona                                | G.E.i.E.G.-Gerona              | 9-9                            | B.U.C.                         |
| Cornellá                              | Rugby Club Cornellà            | 18-18                          | Valencia Rugby Club            |
| 3ª Jornada (12 de octubre de 1980)    |                                |                                |                                |
| Barcelona                             | Futbol Club Barcelona          | 36-4                           | Les Abelles Rugby Club         |
| Sant Boi                              | Unió Esportiva Santboiana      | 36-4                           | G.E.i.E.G.-Gerona              |
| Barcelona                             | B.U.C.                         | 0-19                           | Rugby Club Cornellà            |
| Barcelona                             | Club Natació Barcelona         | 22-32                          | Valencia Rugby Club            |
| 4ª Jornada (26 de octubre de 1980)    |                                |                                |                                |
| Valencia                              | Les Abelles Rugby Club         | 6-3                            | Club Natació Barcelona         |
| Gerona                                | G.E.i.E.G.-Gerona              | 0-23                           | Futbol Club Barcelona          |
| Cornellá                              | Rugby Club Cornellà            | 24-15                          | Unió Esportiva Santboiana      |
| Valencia                              | Valencia Rugby Club            | 39-9                           | B.U.C.                         |
| 5ª Jornada (2 de noviembre de 1980)   |                                |                                |                                |
| Valencia                              | Les Abelles Rugby Club         | 6-24                           | G.E.i.E.G.-Gerona              |
| Barcelona                             | Futbol Club Barcelona          | 0-3                            | Rugby Club Cornellà            |
| Sant Boi                              | Unió Esportiva Santboiana      | 14-6                           | Valencia Rugby Club            |
| Barcelona                             | Club Natació Barcelona         | 15-12                          | B.U.C.                         |
| 6ª Jornada (23 de noviembre de 1980)  |                                |                                |                                |
| Barcelona                             | Club Natació Barcelona         | 10-12                          | G.E.i.E.G.-Gerona              |
| Cornellá                              | Rugby Club Cornellà            | 20-11                          | Les Abelles Rugby Club         |
| Valencia                              | Valencia Rugby Club            | 16-18                          | Futbol Club Barcelona          |
| Barcelona                             | B.U.C.                         | 0-41                           | Unió Esportiva Santboiana      |
| 7ª Jornada (30 de noviembre de 1980)  |                                |                                |                                |
| Gerona                                | G.E.i.E.G.-Gerona              | 3-3                            | Rugby Club Cornellà            |
| Valencia                              | Les Abelles Rugby Club         | 0-27                           | Valencia Rugby Club            |
| Barcelona                             | Futbol Club Barcelona          | 13-3                           | B.U.C.                         |
| Sant Boi                              | Unió Esportiva Santboiana      | 30-0                           | Club Natació Barcelona         |
| 8ª Jornada (7 de diciembre de 1980)   |                                |                                |                                |
| Barcelona                             | Futbol Club Barcelona          | 6-11                           | Unió Esportiva Santboiana      |
| Valencia                              | Les Abelles Rugby Club         | 9-3                            | B.U.C.                         |
| Gerona                                | G.E.i.E.G.-Gerona              | 13-18                          | Valencia Rugby Club            |
| Cornellà                              | Rugby Club Cornellà            | 10-0                           | Club Natació Barcelona         |
| 9ª Jornada (11 de enero de 1981)      |                                |                                |                                |
| Barcelona                             | Club Natació Barcelona         | 6-0                            | Futbol Club Barcelona          |
| Sant Boi                              | Unió Esportiva Santboiana      | 52-0                           | Les Abelles Rugby Club         |
| Barcelona                             | B.U.C.                         | 11-12                          | G.E.i.E.G.-Gerona              |
| Valencia                              | Valencia Rugby Club            | 7-4                            | Rugby Club Cornellà            |
| 10ª Jornada (18 de enero de 1981)     |                                |                                |                                |
| Valencia                              | Les Abelles Rugby Club         | 7-26                           | Futbol Club Barcelona          |
| Gerona                                | G.E.i.E.G.-Gerona              | 12-7                           | Unió Esportiva Santboiana      |
| Cornellà                              | Rugby Club Cornellà            | 28-0                           | B.U.C.                         |
| Valencia                              | Valencia Rugby Club            | 31-18                          | Club Natació Barcelona         |
| 11ª Jornada (25 de enero de 1981)     |                                |                                |                                |
| Valencia                              | Club Natació Barcelona         | 18-0                           | Les Abelles Rugby Club         |
| Gerona                                | Futbol Club Barcelona          | 19-15                          | G.E.i.E.G.-Gerona              |
| Sant Boi                              | Unió Esportiva Santboiana      | 6-16                           | Rugby Club Cornellà            |
| Barcelona                             | B.U.C.                         | 13-29                          | Valencia Rugby Club            |
| 12ª Jornada (1 de febrero de 1981)    |                                |                                |                                |
| Gerona                                | G.E.i.E.G.-Gerona              | 46-11                          | Les Abelles Rugby Club         |
| Cornellá                              | Rugby Club Cornellà            | 22-0                           | Futbol Club Barcelona          |
| Valencia                              | Valencia Rugby Club            | 29-12                          | Unió Esportiva Santboiana      |
| Barcelona                             | B.U.C.                         | 6-13                           | Club Natació Barcelona         |
| 13ª Jornada (8 de febrero de 1981)    |                                |                                |                                |
| Gerona                                | G.E.i.E.G.-Gerona              | 6-12                           | Club Natació Barcelona         |
| Valencia                              | Les Abelles Rugby Club         | 0-18                           | Rugby Club Cornellà            |
| Barcelona                             | Futbol Club Barcelona          | 7-22                           | Valencia Rugby Club            |
| Barcelona                             | Unió Esportiva Santboiana      | 56-6                           | B.U.C.                         |
| 14ª Jornada (22 de febrero de 1981)   |                                |                                |                                |
| Cornellá                              | Rugby Club Cornellà            | 38-9                           | G.E.i.E.G.-Gerona              |
| Valencia                              | Valencia Rugby Club            | 70-4                           | Les Abelles Rugby Club         |
| Barcelona                             | B.U.C.                         | 3-24                           | Futbol Club Barcelona          |
| Barcelona                             | Club Natació Barcelona         | 12-26                          | Unió Esportiva Santboiana      |

| Local \ Visitante     | ABE   | BUC   | COR   | FCB   | GER   | NAT   | SAN   | VAL   |
| --------------------- | ----- | ----- | ----- | ----- | ----- | ----- | ----- | ----- |
| Les Abelles R.C.      | —     | 9–3   | 0–18  | 7–26  | 6–24  | 6–3   | 15–30 | 0–27  |
| B.U.C.                | 31–3  | —     | 0–19  | 3–24  | 11–12 | 6–13  | 15–30 | 13–29 |
| Rugby Club CORNELLÁ   | 20–11 | 28–0  | —     | 22–0  | 38–9  | 10–0  | 24–15 | 18–18 |
| F.C. BARCELONA        | 36–4  | 13–3  | 0–3   | —     | 19–15 | 10–13 | 6–11  | 7–22  |
| G.E.i.E.G.-Gerona     | 46–11 | 9–9   | 3–3   | 0–23  | —     | 6–12  | 12–7  | 13–18 |
| C. NATACIÓN Barcelona | 18–0  | 15–12 | 15–11 | 6–0   | 10–12 | —     | 12–26 | 22–32 |
| U.E. SANTBOIANA       | 52–0  | 56–6  | 6–16  | 9–15  | 36–4  | 30–0  | —     | 14–6  |
| VALENCIA R.C.         | 70–4  | 39–9  | 7–4   | 16–18 | 40–9  | 31–18 | 29–12 | —     |

|     |                                   |     |    |   |    |     |     |     |  |  |  |  |  |  |  |  |  |  |
| Pos | Equipo                            | Jug | V  | E | D  | PF  | PC  | Pts |  |  |  |  |  |  |  |  |  |  |
| 1º  | Valencia Rugby Club               | 14  | 11 | 1 | 2  | 384 | 161 | 37  |  |  |  |  |  |  |  |  |  |  |
| 2º  | Rugby Club Cornellà               | 14  | 10 | 2 | 2  | 244 | 84  | 36  |  |  |  |  |  |  |  |  |  |  |
| 3º  | Unió Esportiva Santboiana         | 14  | 9  | 0 | 5  | 336 | 160 | 31  |  |  |  |  |  |  |  |  |  |  |
| 4º  | Futbol Club Barcelona             | 14  | 8  | 0 | 6  | 197 | 128 | 31  |  |  |  |  |  |  |  |  |  |  |
| 5º  | Club Natació Barcelona            | 14  | 7  | 0 | 7  | 151 | 192 | 28  |  |  |  |  |  |  |  |  |  |  |
| 6º  | G.E.i.E.G.-Gerona                 | 14  | 5  | 2 | 7  | 174 | 229 | 26  |  |  |  |  |  |  |  |  |  |  |
| 7º  | Les Abelles Rugby Club            | 14  | 2  | 0 | 12 | 86  | 404 | 18  |  |  |  |  |  |  |  |  |  |  |
| 8º  | Barcelona Universitari Club (BUC) | 14  | 1  | 1 | 12 | 121 | 299 | 17  |  |  |  |  |  |  |  |  |  |  |

#### Grupo Sur
Los equipos que venían dominando los años anteriores estaban en crisis por la retirada de algunos jugadores y otros problemas internos. Así el CAR y especialmente el Universitario de Granada tenían muchos problemas para ganar sus partidos. El Ciencias, Divina Pastora y Sevilla llegaban a la segunda vuelta en las primeras posiciones, seguidos de un Atlético Portuense muy mejorado esta temporada. Hípica y CAR luchaban por eludir la penúltima plaza, ya que el Universitario era dueño de la última, sin conseguir ganar ningún partido.

La segunda vuelta continúa con la misma tónica, exceptuando algunos resultados fuera de la norma, como la victoria del Portuense frente al Ciencias, o la derrota del Pastora con el Hípica. El empate entre los líderes Ciencias y Pastora da ciertas esperanzas al Sevilla que se coloca líder, pero pierde ambos duelos directos con sus rivales, por lo que Ciencias consigue el título y Pastora queda segundo, seguidos del Sevilla. La buena segunda vuelta del Hípica le permite adelantar a los gaditanos del Portuense. CAR y Universitario cierran la clasificación.
| Resultados 1ª División Sur            | Resultados 1ª División Sur       | Resultados 1ª División Sur | Resultados 1ª División Sur       |
| Ciudad                                | Local                            | Resultado                  | Visitante                        |
| ------------------------------------- | -------------------------------- | -------------------------- | -------------------------------- |
| 1ª Jornada (28 de septiembre de 1980) |                                  |                            |                                  |
| Sevilla                               | Club Amigos del Rugby (CAR)      | 4-4                        | Club de Rugby Divina Pastora     |
| Cádiz                                 | Club de Rugby Atlético Portuense | 21-13                      | Club de Rugby Hípica Granada     |
| Granada                               | CD Universitario de Granada      | 15-16                      | Ciencias de Sevilla              |
| 2ª Jornada (5 de octubre de 1980)     |                                  |                            |                                  |
| Granada                               | Club de Rugby Hípica Granada     | 21-9                       | Club Amigos del Rugby (CAR)      |
| Sevilla                               | Ciencias de Sevilla              | 18-7                       | Club de Rugby Atlético Portuense |
| Sevilla                               | Sevilla Club de Fútbol           | 39-6                       | CD Universitario de Granada      |
| 3ª Jornada (12 de octubre de 1980)    |                                  |                            |                                  |
| Sevilla                               | Club de Rugby Divina Pastora     | 51-0                       | Club de Rugby Hípica Granada     |
| Sevilla                               | Club Amigos del Rugby (CAR)      | 6-18                       | Ciencias de Sevilla              |
| Cádiz                                 | Club de Rugby Atlético Portuense | 31-13                      | Sevilla Club de Fútbol           |
| 4ª Jornada (26 de octubre de 1980)    |                                  |                            |                                  |
| Sevilla                               | Ciencias de Sevilla              | 17-3                       | Club de Rugby Divina Pastora     |
| Sevilla                               | Sevilla Club de Fútbol           | 28-6                       | Club Amigos del Rugby (CAR)      |
| Granada                               | CD Universitario de Granada      | 6-12                       | Club de Rugby Atlético Portuense |
| 5ª Jornada (2 de noviembre de 1980)   |                                  |                            |                                  |
| Granada                               | Club de Rugby Hípica Granada     | 25-28                      | Ciencias de Sevilla              |
| Sevilla                               | Club de Rugby Divina Pastora     | 11-10                      | Sevilla Club de Fútbol           |
| Sevilla                               | Club Amigos del Rugby (CAR)      | 24-4                       | CD Universitario de Granada      |
| 6ª Jornada (23 de noviembre de 1980)  |                                  |                            |                                  |
| Sevilla                               | Sevilla Club de Fútbol           | 23-10                      | Club de Rugby Hípica Granada     |
| Granada                               | CD Universitario de Granada      | 10-34                      | Club de Rugby Divina Pastora     |
| Cádiz                                 | Club de Rugby Atlético Portuense | 4-13                       | Club Amigos del Rugby (CAR)      |
| 7ª Jornada (30 de noviembre de 1980)  |                                  |                            |                                  |
| Sevilla                               | Ciencias de Sevilla              | 4-26                       | Sevilla Club de Fútbol           |
| Granada                               | Club de Rugby Hípica Granada     | 46-0                       | CD Universitario de Granada      |
| Sevilla                               | Club de Rugby Divina Pastora     | 17-0                       | Club de Rugby Atlético Portuense |
| 8ª Jornada (7 de diciembre de 1980)   |                                  |                            |                                  |
| Sevilla                               | Club de Rugby Divina Pastora     | 12-6                       | Club Amigos del Rugby (CAR)      |
| Granada                               | Club de Rugby Hípica Granada     | 45-12                      | Club de Rugby Atlético Portuense |
| Sevilla                               | Ciencias de Sevilla              | 52-0                       | CD Universitario de Granada      |
| 9ª Jornada (11 de enero de 1981)      |                                  |                            |                                  |
| Sevilla                               | Club Amigos del Rugby (CAR)      | 6-24                       | Club de Rugby Hípica Granada     |
| Cádiz                                 | Club de Rugby Atlético Portuense | 8-7                        | Ciencias de Sevilla              |
| Granada                               | CD Universitario de Granada      | 21-26                      | Sevilla Club de Fútbol           |
| 10ª Jornada (18 de enero de 1981)     |                                  |                            |                                  |
| Granada                               | Club de Rugby Hípica Granada     | 25-14                      | Club de Rugby Divina Pastora     |
| Sevilla                               | Ciencias de Sevilla              | 6-0                        | Club Amigos del Rugby (CAR)      |
| Cádiz                                 | Sevilla Club de Fútbol           | 20-0                       | Club de Rugby Atlético Portuense |
| 11ª Jornada (25 de enero de 1981)     |                                  |                            |                                  |
| Sevilla                               | Club de Rugby Divina Pastora     | 7-7                        | Ciencias de Sevilla              |
| Sevilla                               | Club Amigos del Rugby (CAR)      | 11-32                      | Sevilla Club de Fútbol           |
| Cádiz                                 | Club de Rugby Atlético Portuense | 54-0                       | CD Universitario de Granada      |
| 12ª Jornada (1 de febrero de 1981)    |                                  |                            |                                  |
| Sevilla                               | Ciencias de Sevilla              | 27-12                      | Club de Rugby Hípica Granada     |
| Sevilla                               | Sevilla Club de Fútbol           | 15-16                      | Club de Rugby Divina Pastora     |
| Granada                               | CD Universitario de Granada      | 10-31                      | Club Amigos del Rugby (CAR)      |
| 13ª Jornada (8 de febrero de 1981)    |                                  |                            |                                  |
| Granada                               | Club de Rugby Hípica Granada     | 20-9                       | Sevilla Club de Fútbol           |
| Sevilla                               | Club de Rugby Divina Pastora     | 51-10                      | CD Universitario de Granada      |
| Sevilla                               | Club Amigos del Rugby (CAR)      | 24-16                      | Club de Rugby Atlético Portuense |
| 14ª Jornada (1 de marzo de 1981)      |                                  |                            |                                  |
| Sevilla                               | Sevilla Club de Fútbol           | 12-26                      | Ciencias de Sevilla              |
| Granada                               | CD Universitario de Granada      | 9-42                       | Club de Rugby Hípica Granada     |
| Cádiz                                 | Club de Rugby Atlético Portuense | 7-32                       | Club de Rugby Divina Pastora     |

| Local \ Visitante     | APO   | CAR   | CIE   | GRA   | HIP   | PAS   | SEV   |
| --------------------- | ----- | ----- | ----- | ----- | ----- | ----- | ----- |
| C.R. Atl. PORTUENSE   | —     | 4–13  | 8–7   | 54–0  | 21–13 | 7–32  | 31–13 |
| Club Amigos del Rugby | 24–16 | —     | 6–18  | 23–4  | 6–24  | 4–4   | 11–32 |
| C.R. CIENCIAS         | 18–7  | 6–0   | —     | 52–0  | 27–12 | 17–3  | 4–26  |
| Univº de GRANADA      | 6–12  | 10–31 | 15–16 | —     | 9–42  | 10–34 | 21–26 |
| C.R. HÍPICA Granada   | 45–12 | 11–4  | 25–28 | 46–0  | —     | 25–14 | 20–9  |
| C.R. DIVINA PASTORA   | 17–0  | 12–6  | 7–7   | 51–10 | 51–0  | —     | 11–10 |
| SEVILLA C.F.          | 20–0  | 28–6  | 12–26 | 39–6  | 23–10 | 15–16 | —     |

|     |                                  |     |   |   |    |     |     |     |  |  |  |  |  |  |  |  |  |  |
| Pos | Equipo                           | Jug | V | E | D  | PF  | PC  | Pts |  |  |  |  |  |  |  |  |  |  |
| 1º  | Ciencias de Sevilla              | 12  | 9 | 1 | 2  | 296 | 110 | 33  |  |  |  |  |  |  |  |  |  |  |
| 2º  | Club de Rugby Divina Pastora     | 12  | 8 | 2 | 2  | 270 | 227 | 30  |  |  |  |  |  |  |  |  |  |  |
| 3º  | Sevilla Club de Fútbol           | 12  | 7 | 0 | 5  | 313 | 110 | 26  |  |  |  |  |  |  |  |  |  |  |
| 4º  | Club de Rugby Hípica Granada     | 12  | 7 | 0 | 5  | 290 | 167 | 26  |  |  |  |  |  |  |  |  |  |  |
| 5º  | Club de Rugby Atlético Portuense | 12  | 5 | 0 | 7  | 324 | 152 | 22  |  |  |  |  |  |  |  |  |  |  |
| 6º  | Club Amigos del Rugby (CAR)      | 12  | 4 | 1 | 7  | 197 | 266 | 21  |  |  |  |  |  |  |  |  |  |  |
| 7º  | CD Universitario de Granada      | 12  | 0 | 0 | 12 | 161 | 287 | 12  |  |  |  |  |  |  |  |  |  |  |

#### Fase Final. IIª Copa Presidente del Gobierno
Tras la perfecta fase de grupos de Arquitectura, el equipo madrileño era el gran favorito para obtener el título de campeón de liga. Los de blanco no defraudaron las expectativas y en el primer partido vencieron ampliamente al Valencia por 43-10. La visita a Hernani era el encuentro más complicado, pero lo superaron con un trabajado 11-29. El último partido en casa era de puro trámite y endosaron un 83-3 a los sevillanos del Ciencias. El otro partido en Valencia estaba mucho más igualado y ambos equipos se jugaban el subcampeonato. El Hernani repitió posición ganando a domicilio con un apurado 7-10.

Arquitectura ganaba por cuarta vez la liga, superando de este modo a Atlético San Sebastián y Canoe que poseían 3 entorchados. Había sido una liga perfecta con 17 victorias de 17 partidos, mostrando una superioridad frente al resto de equipos que no se había visto anteriormente. La mezcla de jugadores experimentados con jóvenes valores provenientes del equipo juvenil campeón de España de 1979 había sido imparable y auguraba un futuro excelente al club de la rosa y el compás.
| Resultados 1ª División Fase Final | Resultados 1ª División Fase Final | Resultados 1ª División Fase Final | Resultados 1ª División Fase Final |
| Ciudad                            | Local                             | Resultado                         | Visitante                         |
| --------------------------------- | --------------------------------- | --------------------------------- | --------------------------------- |
| 1ª Jornada (8 de marzo de 1981)   |                                   |                                   |                                   |
| Hernani                           | Hernani Rugby Club                | 40-16                             | Ciencias de Sevilla               |
| Madrid                            | Club Deportivo Arquitectura       | 43-10                             | Valencia Rugby Club               |
| 2ª Jornada (2 de marzo de 1980)   |                                   |                                   |                                   |
| Sevilla                           | Ciencias de Sevilla               | 0-40                              | Valencia Rugby Club               |
| Hernani                           | Hernani Rugby Club                | 11-29                             | Club Deportivo Arquitectura       |
| 3ª Jornada (29 de marzo de 1981)  |                                   |                                   |                                   |
| Sevilla                           | Club Deportivo Arquitectura       | 83-3                              | Ciencias de Sevilla               |
| Valencia                          | Valencia Rugby Club               | 7-10                              | Hernani Rugby Club                |

| Local \ Visitante           | ARQ   | CIE   | HER  | VAL   |
| --------------------------- | ----- | ----- | ---- | ----- |
| Club Deportivo Arquitectura | —     | 83–3  |      | 43–10 |
| Ciencias de Sevilla         |       | —     |      | 0–40  |
| Hernani Rugby Club          | 11–29 | 40–16 | —    |       |
| Valencia Rugby Club         |       |       | 7–10 | —     |

|     |                             |     |   |   |   |     |     |     |  |  |  |  |  |  |  |  |  |  |
| Pos | Equipo                      | Jug | V | E | D | PF  | PC  | Pts |  |  |  |  |  |  |  |  |  |  |
| 1º  | Club Deportivo Arquitectura | 3   | 3 | 0 | 0 | 155 | 24  | 9   |  |  |  |  |  |  |  |  |  |  |
| 2º  | Hernani Rugby Club          | 3   | 2 | 0 | 1 | 61  | 45  | 7   |  |  |  |  |  |  |  |  |  |  |
| 3º  | Valencia Rugby Club         | 3   | 1 | 0 | 2 | 57  | 53  | 5   |  |  |  |  |  |  |  |  |  |  |
| 4º  | Ciencias de Sevilla         | 3   | 0 | 0 | 3 | 19  | 163 | 3   |  |  |  |  |  |  |  |  |  |  |

| Trophee championnat Espagnol Rugby |
| Campeón                            |
| Club Deportivo Arquitectura        |
| 4º título                          |

### XLVIIIº Campeonato de España (Copa de S.M. el Rey)
Tras la excelente campaña en liga del Arquitectura la Copa del Rey planteaba al equipo madrileño el desafío de revalidar el título y obtener así el "doblete", antes conseguido solamente por el FC Barcelona en 1953 y por el Canoe en 1971. 

El sistema de competición sería igual al del año precedente. Los campeones de grupo no se incorporarían hasta los cuartos de final, los subcampeones lo harían en octavos de final y en dieciseisavos jugarían: 3º,4º,5º y 6º de Centro, 3º,4º y 5º de Levante y el 3º del grupo Norte. Demostrando una vez más la superioridad del grupo Centro, los 4 equipos implicados de este grupo (CAU, Lourdes, CDU y Cisneros) eliminaron al resto. Con la entrada de los subcampeones en liza ocurrió lo mismo, pasaron 4 del grupo centro, solo cayendo el Lourdes ante el Cisneros, con el Canoe tomando su puesto.

Se habían formado unos cuartos de final con dominio madrileño, 4 equipos de la capital se emparejaban uno a uno con Hernani, Ciencias, CDU y Valencia. Solamente los vascos lograron doblegar al CAU y no dejar unas semifinales 100% de Madrid. Ahora debería enfrentarse al Canoe, mientras la otra semifinal se disputaría entre Arquitectura y Cisneros. 

Se dio la final más lógica, campeón de Centro contra subcampeón. Los canoístas volvían al más alto nivel y buscaban su sexta copa, los arquitectos tratarían de revalidar el título, obtener su tercera copa y el doblete. La "Escuela" estaba en su año perfecto y no cedió en la final, ganó claramente por 25-7 y consiguió su victoria número 22 de las 22 posibles en partidos oficiales, un año perfecto para los blancos.

##### Cuadro de Competición
|  | Dieciseisavos de final    | Dieciseisavos de final | Dieciseisavos de final      |                        |    | Octavos de final         | Octavos de final         | Octavos de final         |                        |    | Cuartos de final        | Cuartos de final        | Cuartos de final        |                       |   | Semifinales            | Semifinales            | Semifinales            |  |  | Final              | Final              |  |
|  | 8 de marzo de 1981        | 8 de marzo de 1981     | 8 de marzo de 1981          |                        |    | 15 y 22 de marzo de 1981 | 15 y 22 de marzo de 1981 | 15 y 22 de marzo de 1981 |                        |    | 5 y 12 de abril de 1981 | 5 y 12 de abril de 1981 | 5 y 12 de abril de 1981 |                       |   | 3 y 17 de mayo de 1981 | 3 y 17 de mayo de 1981 | 3 y 17 de mayo de 1981 |  |  | 24 de mayo de 1981 | 24 de mayo de 1981 |  |
|  |                           |                        |                             |                        |    |                          |                          |                          |                        |    |                         |                         |                         |                       |   |                        |                        |                        |  |  |                    |                    |  |
|  |                           |                        |                             |                        |    |                          |                          |                          |                        |    |                         |                         |                         |                       |   |                        |                        |                        |  |  |                    |                    |  |
|  |                           |                        |                             |                        |    |                          |                          |                          |                        |    |                         |                         |                         |                       |   |                        |                        |                        |  |  |                    |                    |  |
|  |                           |                        |                             |                        |    |                          |                          |                          |                        |    |                         |                         |                         |                       |   |                        |                        |                        |  |  |                    |                    |  |
|  |                           |                        |                             |                        |    |                          |                          |                          |                        |    |                         |                         |                         |                       |   |                        |                        |                        |  |  |                    |                    |  |
|  |                           | Hernani Club de Rugby  |                             |                        |    |                          |                          |                          |                        |    |                         |                         |                         |                       |   |                        |                        |                        |  |  |                    |                    |  |
|  |                           |                        |                             |                        |    |                          |                          |                          |                        |    |                         |                         |                         |                       |   |                        |                        |                        |  |  |                    |                    |  |
|  |                           |                        | Campeón Grupo Norte         |                        |    |                          |                          |                          |                        |    |                         |                         |                         |                       |   |                        |                        |                        |  |  |                    |                    |  |
|  |                           |                        |                             |                        |    |                          |                          |                          |                        |    |                         |                         |                         |                       |   |                        |                        |                        |  |  |                    |                    |  |
|  |                           |                        |                             |                        |    |                          |                          |                          |                        |    |                         |                         |                         |                       |   |                        |                        |                        |  |  |                    |                    |  |
|  |                           |                        |                             |                        |    |                          |                          |                          |                        |    |                         |                         |                         |                       |   |                        |                        |                        |  |  |                    |                    |  |
|  |                           |                        |                             |                        |    |                          | Hernani Club de Rugby    | 22                       | 28                     |    |                         |                         |                         |                       |   |                        |                        |                        |  |  |                    |                    |  |
|  |                           |                        |                             |                        |    |                          |                          |                          | 28                     |    |                         |                         |                         |                       |   |                        |                        |                        |  |  |                    |                    |  |
|  |                           |                        | CAU Madrid RC               | 21                     | 0  |                          |                          |                          |                        |    |                         |                         |                         |                       |   |                        |                        |                        |  |  |                    |                    |  |
|  | CR Divina Pastora         |                        | CAU Madrid RC               | 21                     | 0  |                          |                          |                          |                        |    |                         |                         |                         |                       |   |                        |                        |                        |  |  |                    |                    |  |
|  |                           |                        |                             |                        |    |                          |                          |                          |                        |    |                         |                         |                         |                       |   |                        |                        |                        |  |  |                    |                    |  |
|  | Subcampeón Grupo Sur      |                        |                             |                        |    |                          |                          |                          |                        |    |                         |                         |                         |                       |   |                        |                        |                        |  |  |                    |                    |  |
|  |                           | CR Divina Pastora      | 9                           | 0                      |    |                          |                          |                          |                        |    |                         |                         |                         |                       |   |                        |                        |                        |  |  |                    |                    |  |
|  |                           |                        |                             | 0                      |    |                          |                          |                          |                        |    |                         |                         |                         |                       |   |                        |                        |                        |  |  |                    |                    |  |
|  |                           |                        | CAU Madrid RC               | 25                     | 72 |                          |                          |                          |                        |    |                         |                         |                         |                       |   |                        |                        |                        |  |  |                    |                    |  |
|  | CAU Madrid RC             | 26                     | CAU Madrid RC               | 25                     | 72 |                          |                          |                          |                        |    |                         |                         |                         |                       |   |                        |                        |                        |  |  |                    |                    |  |
|  | CAU Madrid RC             | 26                     |                             |                        |    |                          |                          |                          |                        |    |                         |                         |                         |                       |   |                        |                        |                        |  |  |                    |                    |  |
|  | Fútbol Club Barcelona     | 8                      |                             |                        |    |                          |                          |                          |                        |    |                         |                         |                         |                       |   |                        |                        |                        |  |  |                    |                    |  |
|  | Fútbol Club Barcelona     | 8                      |                             |                        |    |                          |                          |                          |                        |    |                         |                         |                         | Hernani Club de Rugby | 7 | 12                     |                        |                        |  |  |                    |                    |  |
|  |                           |                        |                             |                        |    |                          |                          |                          |                        |    |                         |                         |                         | Hernani Club de Rugby | 7 | 12                     |                        |                        |  |  |                    |                    |  |
|  |                           |                        | Canoe Natación Club         | 4                      | 25 |                          |                          |                          |                        |    |                         |                         |                         |                       |   |                        |                        |                        |  |  |                    |                    |  |
|  | Canoe Natación Club       |                        | Canoe Natación Club         | 4                      | 25 |                          |                          |                          |                        |    |                         |                         |                         |                       |   |                        |                        |                        |  |  |                    |                    |  |
|  |                           |                        |                             |                        |    |                          |                          |                          |                        |    |                         |                         |                         |                       |   |                        |                        |                        |  |  |                    |                    |  |
|  | Subcampeón Grupo Centro   |                        |                             |                        |    |                          |                          |                          |                        |    |                         |                         |                         |                       |   |                        |                        |                        |  |  |                    |                    |  |
|  |                           | Canoe Natación Club    | 36                          | 7                      |    |                          |                          |                          |                        |    |                         |                         |                         |                       |   |                        |                        |                        |  |  |                    |                    |  |
|  |                           |                        |                             | 7                      |    |                          |                          |                          |                        |    |                         |                         |                         |                       |   |                        |                        |                        |  |  |                    |                    |  |
|  |                           |                        | Club Atlético San Sebastián | 0                      | 24 |                          |                          |                          |                        |    |                         |                         |                         |                       |   |                        |                        |                        |  |  |                    |                    |  |
|  | Atlético San Sebastián    |                        | Club Atlético San Sebastián | 0                      | 24 |                          |                          |                          |                        |    |                         |                         |                         |                       |   |                        |                        |                        |  |  |                    |                    |  |
|  |                           |                        |                             |                        |    |                          |                          |                          |                        |    |                         |                         |                         |                       |   |                        |                        |                        |  |  |                    |                    |  |
|  | Subcampeón Grupo Norte    |                        |                             |                        |    |                          |                          |                          |                        |    |                         |                         |                         |                       |   |                        |                        |                        |  |  |                    |                    |  |
|  |                           |                        |                             |                        |    |                          | Canoe Natación Club      | 54                       | 33                     |    |                         |                         |                         |                       |   |                        |                        |                        |  |  |                    |                    |  |
|  |                           |                        |                             |                        |    |                          |                          |                          | 33                     |    |                         |                         |                         |                       |   |                        |                        |                        |  |  |                    |                    |  |
|  |                           |                        | Ciencias de Sevilla         | 15                     | 15 |                          |                          |                          |                        |    |                         |                         |                         |                       |   |                        |                        |                        |  |  |                    |                    |  |
|  |                           |                        | Ciencias de Sevilla         | 15                     | 15 |                          |                          |                          |                        |    |                         |                         |                         |                       |   |                        |                        |                        |  |  |                    |                    |  |
|  |                           |                        |                             |                        |    |                          |                          |                          |                        |    |                         |                         |                         |                       |   |                        |                        |                        |  |  |                    |                    |  |
|  |                           |                        |                             |                        |    |                          |                          |                          |                        |    |                         |                         |                         |                       |   |                        |                        |                        |  |  |                    |                    |  |
|  |                           | CR Ciencias de Sevilla |                             |                        |    |                          |                          |                          |                        |    |                         |                         |                         |                       |   |                        |                        |                        |  |  |                    |                    |  |
|  |                           |                        |                             |                        |    |                          |                          |                          |                        |    |                         |                         |                         |                       |   |                        |                        |                        |  |  |                    |                    |  |
|  |                           |                        | Campeón Grupo Sur           |                        |    |                          |                          |                          |                        |    |                         |                         |                         |                       |   |                        |                        |                        |  |  |                    |                    |  |
|  |                           |                        |                             |                        |    |                          |                          |                          |                        |    |                         |                         |                         |                       |   |                        |                        |                        |  |  |                    |                    |  |
|  |                           |                        |                             |                        |    |                          |                          |                          |                        |    |                         |                         |                         |                       |   |                        |                        |                        |  |  |                    |                    |  |
|  |                           |                        |                             |                        |    |                          |                          |                          |                        |    |                         |                         |                         |                       |   |                        |                        |                        |  |  |                    |                    |  |
|  |                           |                        |                             |                        |    |                          |                          |                          |                        |    |                         |                         |                         |                       |   |                        | Canoe Natación Club    | 7                      |  |  |                    |                    |  |
|  |                           |                        |                             |                        |    |                          |                          |                          |                        |    |                         |                         |                         |                       |   |                        |                        |                        |  |  |                    |                    |  |
|  |                           |                        | CD Arquitectura Madrid      | 25                     |    |                          |                          |                          |                        |    |                         |                         |                         |                       |   |                        |                        |                        |  |  |                    |                    |  |
|  |                           |                        | CD Arquitectura Madrid      | 25                     |    |                          |                          |                          |                        |    |                         |                         |                         |                       |   |                        |                        |                        |  |  |                    |                    |  |
|  |                           |                        |                             |                        |    |                          |                          |                          |                        |    |                         |                         |                         |                       |   |                        |                        |                        |  |  |                    |                    |  |
|  |                           |                        |                             |                        |    |                          |                          |                          |                        |    |                         |                         |                         |                       |   |                        |                        |                        |  |  |                    |                    |  |
|  |                           | CD Arquitectura Madrid |                             |                        |    |                          |                          |                          |                        |    |                         |                         |                         |                       |   |                        |                        |                        |  |  |                    |                    |  |
|  |                           |                        |                             |                        |    |                          |                          |                          |                        |    |                         |                         |                         |                       |   |                        |                        |                        |  |  |                    |                    |  |
|  |                           |                        | Campeón Grupo Centro        |                        |    |                          |                          |                          |                        |    |                         |                         |                         |                       |   |                        |                        |                        |  |  |                    |                    |  |
|  |                           |                        |                             |                        |    |                          |                          |                          |                        |    |                         |                         |                         |                       |   |                        |                        |                        |  |  |                    |                    |  |
|  |                           |                        |                             |                        |    |                          |                          |                          |                        |    |                         |                         |                         |                       |   |                        |                        |                        |  |  |                    |                    |  |
|  |                           |                        |                             |                        |    |                          |                          |                          |                        |    |                         |                         |                         |                       |   |                        |                        |                        |  |  |                    |                    |  |
|  |                           |                        |                             |                        |    |                          | CD Arquitectura Madrid   | 44                       | 61                     |    |                         |                         |                         |                       |   |                        |                        |                        |  |  |                    |                    |  |
|  |                           |                        |                             |                        |    |                          |                          |                          | 61                     |    |                         |                         |                         |                       |   |                        |                        |                        |  |  |                    |                    |  |
|  |                           |                        | CDU Valladolid              | 23                     | 15 |                          |                          |                          |                        |    |                         |                         |                         |                       |   |                        |                        |                        |  |  |                    |                    |  |
|  | CDU Valladolid            | 41                     | CDU Valladolid              | 23                     | 15 |                          |                          |                          |                        |    |                         |                         |                         |                       |   |                        |                        |                        |  |  |                    |                    |  |
|  | CDU Valladolid            | 41                     |                             |                        |    |                          |                          |                          |                        |    |                         |                         |                         |                       |   |                        |                        |                        |  |  |                    |                    |  |
|  | Rugby Club Irún           | 3                      |                             |                        |    |                          |                          |                          |                        |    |                         |                         |                         |                       |   |                        |                        |                        |  |  |                    |                    |  |
|  | Rugby Club Irún           | 3                      |                             | CDU Valladolid         | 19 | 3                        |                          |                          |                        |    |                         |                         |                         |                       |   |                        |                        |                        |  |  |                    |                    |  |
|  |                           |                        |                             | CDU Valladolid         | 19 | 3                        |                          |                          |                        |    |                         |                         |                         |                       |   |                        |                        |                        |  |  |                    |                    |  |
|  |                           |                        | Rugby Club Cornellà         | 15                     | 4  |                          |                          |                          |                        |    |                         |                         |                         |                       |   |                        |                        |                        |  |  |                    |                    |  |
|  | Rugby Club Cornellà       |                        | Rugby Club Cornellà         | 15                     | 4  |                          |                          |                          |                        |    |                         |                         |                         |                       |   |                        |                        |                        |  |  |                    |                    |  |
|  |                           |                        |                             |                        |    |                          |                          |                          |                        |    |                         |                         |                         |                       |   |                        |                        |                        |  |  |                    |                    |  |
|  | Subcampeón Grupo Levante  |                        |                             |                        |    |                          |                          |                          |                        |    |                         |                         |                         |                       |   |                        |                        |                        |  |  |                    |                    |  |
|  |                           |                        |                             |                        |    |                          |                          |                          |                        |    |                         | CD Arquitectura Madrid  | 27                      | 29                    |   |                        |                        |                        |  |  |                    |                    |  |
|  |                           |                        |                             |                        |    |                          |                          |                          |                        |    |                         |                         |                         | 29                    |   |                        |                        |                        |  |  |                    |                    |  |
|  |                           |                        | Colegio Mayor Cisneros      | 6                      | 6  |                          |                          |                          |                        |    |                         |                         |                         |                       |   |                        |                        |                        |  |  |                    |                    |  |
|  | Unió Esportiva Santboiana | 10                     | Colegio Mayor Cisneros      | 6                      | 6  |                          |                          |                          |                        |    |                         |                         |                         |                       |   |                        |                        |                        |  |  |                    |                    |  |
|  | Unió Esportiva Santboiana | 10                     |                             |                        |    |                          |                          |                          |                        |    |                         |                         |                         |                       |   |                        |                        |                        |  |  |                    |                    |  |
|  | Colegio Mayor Cisneros    | 28                     |                             |                        |    |                          |                          |                          |                        |    |                         |                         |                         |                       |   |                        |                        |                        |  |  |                    |                    |  |
|  | Colegio Mayor Cisneros    | 28                     |                             | Colegio Mayor Cisneros | 10 | 0                        |                          |                          |                        |    |                         |                         |                         |                       |   |                        |                        |                        |  |  |                    |                    |  |
|  |                           |                        |                             | Colegio Mayor Cisneros | 10 | 0                        |                          |                          |                        |    |                         |                         |                         |                       |   |                        |                        |                        |  |  |                    |                    |  |
|  |                           |                        | Club Deportivo Lourdes      | 0                      | 0  |                          |                          |                          |                        |    |                         |                         |                         |                       |   |                        |                        |                        |  |  |                    |                    |  |
|  | Club Natació Barcelona    | 0                      | Club Deportivo Lourdes      | 0                      | 0  |                          |                          |                          |                        |    |                         |                         |                         |                       |   |                        |                        |                        |  |  |                    |                    |  |
|  | Club Natació Barcelona    | 0                      |                             |                        |    |                          |                          |                          |                        |    |                         |                         |                         |                       |   |                        |                        |                        |  |  |                    |                    |  |
|  | Club Deportivo Lourdes    | 6                      |                             |                        |    |                          |                          |                          |                        |    |                         |                         |                         |                       |   |                        |                        |                        |  |  |                    |                    |  |
|  | Club Deportivo Lourdes    | 6                      |                             |                        |    |                          |                          |                          | Colegio Mayor Cisneros | 37 | 10                      |                         |                         |                       |   |                        |                        |                        |  |  |                    |                    |  |
|  |                           |                        |                             |                        |    |                          |                          |                          | Colegio Mayor Cisneros | 37 | 10                      |                         |                         |                       |   |                        |                        |                        |  |  |                    |                    |  |
|  |                           |                        | Valencia Rugby Club         | 25                     | 10 |                          |                          |                          |                        |    |                         |                         |                         |                       |   |                        |                        |                        |  |  |                    |                    |  |
|  |                           |                        | Valencia Rugby Club         | 25                     | 10 |                          |                          |                          |                        |    |                         |                         |                         |                       |   |                        |                        |                        |  |  |                    |                    |  |
|  |                           |                        |                             |                        |    |                          |                          |                          |                        |    |                         |                         |                         |                       |   |                        |                        |                        |  |  |                    |                    |  |
|  |                           |                        |                             |                        |    |                          |                          |                          |                        |    |                         |                         |                         |                       |   |                        |                        |                        |  |  |                    |                    |  |
|  |                           | Valencia Rugby Club    |                             |                        |    |                          |                          |                          |                        |    |                         |                         |                         |                       |   |                        |                        |                        |  |  |                    |                    |  |
|  |                           |                        |                             |                        |    |                          |                          |                          |                        |    |                         |                         |                         |                       |   |                        |                        |                        |  |  |                    |                    |  |
|  |                           |                        | Campeón Grupo Levante       |                        |    |                          |                          |                          |                        |    |                         |                         |                         |                       |   |                        |                        |                        |  |  |                    |                    |  |
|  |                           |                        |                             |                        |    |                          |                          |                          |                        |    |                         |                         |                         |                       |   |                        |                        |                        |  |  |                    |                    |  |
|  |                           |                        |                             |                        |    |                          |                          |                          |                        |    |                         |                         |                         |                       |   |                        |                        |                        |  |  |                    |                    |  |
|  |                           |                        |                             |                        |    |                          |                          |                          |                        |    |                         |                         |                         |                       |   |                        |                        |                        |  |  |                    |                    |  |
|  |                           |                        |                             |                        |    |                          |                          |                          |                        |    |                         |                         |                         |                       |   |                        |                        |                        |  |  |                    |                    |  |
|  |                           |                        |                             |                        |    |                          |                          |                          |                        |    |                         |                         |                         |                       |   |                        |                        |                        |  |  |                    |                    |  |

| Copa_del_Rey_(rugby_union)          |
| Campeón Club Deportivo Arquitectura |
| 3er título                          |

### XXVº Campeonato de España 2ª Categoría (Copa F.E.R)
Como en la Copa del Rey los favoritos para llevarse la Copa FER eran los clubes madrileños: Olímpico, Acantos y Arquitectura, especialmente el primero, con un equipo formado por los campeones de España juveniles del año anterior. También se podía contar con el Sanjo de la nutrida cantera de Valladolid, y con catalanes y vascos intentando dar la réplica

Los tres clubes madrileños pasaron la criba de octavos, acompañados del San José, el Ordizia y Poble Nou como equipos más fuertes. El Olímpico eliminó a los ilicitanos del Ures-78 por un escandaloso 95-0.

Los tres madrileños y el San José pasaron a las semifinales sin demasiados problemas, aunque Acantos empató con Poble Nou en el segundo partido y los de Valladolid perdieron con Ordizia en la vuelta, a la que llegaban con 30 puntos de ventaja. De nuevo el Olímpico avasalló a su rival con un parcial de 87-8.

Al San José le cayó la semifinal más dura, y aunque perdió en casa solo por 5 puntos, en el partido de vuelta los de Pozuelo aseguraron el pase con un contundente 41-0. El duelo fratricida de la otra semifinal se dirimió por dos puntos 13-15 en la ida y empate a 10 en la vuelta, el equipo filial conseguía eliminar al B del club matriz.

Aunque en la final el Olímpico era claro favorito, quedaba la duda ya que un solo partido habían perdido los de Pozuelo este año, pero precisamente con Acantos. Aunque fue una final muy competida, la lógica se impuso y Olímpico se llevó la copa a casa por 18-10, en un magnífico año para el club, en el cual obtuvo el ascenso a 1ª y sus equipo juvenil y cadete se impusieron a Arquitectura en ambos torneos regionales, en los que fueron campeones. 

#### Cuadro Competición
|  | Octavos de final         | Octavos de final   | Octavos de final       |                        |    | Cuartos de final        | Cuartos de final        | Cuartos de final        |                        |    | Semifinales                      | Semifinales                      | Semifinales                      |                        |    | Final             | Final             |  |
|  | 1 de marzo de 1981       | 1 de marzo de 1981 | 1 de marzo de 1981     |                        |    | 8 y 15 de marzo de 1981 | 8 y 15 de marzo de 1981 | 8 y 15 de marzo de 1981 |                        |    | 29 de marzo y 5 de abril de 1981 | 29 de marzo y 5 de abril de 1981 | 29 de marzo y 5 de abril de 1981 |                        |    | 3 de mayo de 1981 | 3 de mayo de 1981 |  |
|  |                          |                    |                        |                        |    |                         |                         |                         |                        |    |                                  |                                  |                                  |                        |    |                   |                   |  |
|  |                          |                    |                        |                        |    |                         |                         |                         |                        |    |                                  |                                  |                                  |                        |    |                   |                   |  |
|  | Club Deportivo Acantos   | 29                 |                        |                        |    |                         |                         |                         |                        |    |                                  |                                  |                                  |                        |    |                   |                   |  |
|  | Club Deportivo Acantos   | 29                 |                        |                        |    |                         |                         |                         |                        |    |                                  |                                  |                                  |                        |    |                   |                   |  |
|  | CR Divina Pastora B      | 0                  |                        |                        |    |                         |                         |                         |                        |    |                                  |                                  |                                  |                        |    |                   |                   |  |
|  | CR Divina Pastora B      | 0                  |                        | Club Deportivo Acantos | 33 | 4                       |                         |                         |                        |    |                                  |                                  |                                  |                        |    |                   |                   |  |
|  |                          |                    |                        | Club Deportivo Acantos | 33 | 4                       |                         |                         |                        |    |                                  |                                  |                                  |                        |    |                   |                   |  |
|  |                          |                    | Club Natació Poble Nou | 3                      | 4  |                         |                         |                         |                        |    |                                  |                                  |                                  |                        |    |                   |                   |  |
|  | Club Natació Poble Nou   | 36                 | Club Natació Poble Nou | 3                      | 4  |                         |                         |                         |                        |    |                                  |                                  |                                  |                        |    |                   |                   |  |
|  | Club Natació Poble Nou   | 36                 |                        |                        |    |                         |                         |                         |                        |    |                                  |                                  |                                  |                        |    |                   |                   |  |
|  | Tatami Rugby Club        | 13                 |                        |                        |    |                         |                         |                         |                        |    |                                  |                                  |                                  |                        |    |                   |                   |  |
|  | Tatami Rugby Club        | 13                 |                        |                        |    |                         |                         |                         | Club Deportivo Acantos | 15 | 10                               |                                  |                                  |                        |    |                   |                   |  |
|  |                          |                    |                        |                        |    |                         |                         |                         | Club Deportivo Acantos | 15 | 10                               |                                  |                                  |                        |    |                   |                   |  |
|  |                          |                    | CD Arquitectura B      | 13                     | 10 |                         |                         |                         |                        |    |                                  |                                  |                                  |                        |    |                   |                   |  |
|  | Hernani Rugby Club       | 4                  | CD Arquitectura B      | 13                     | 10 |                         |                         |                         |                        |    |                                  |                                  |                                  |                        |    |                   |                   |  |
|  | Hernani Rugby Club       | 4                  |                        |                        |    |                         |                         |                         |                        |    |                                  |                                  |                                  |                        |    |                   |                   |  |
|  | CD Arquitectura B        | 33                 |                        |                        |    |                         |                         |                         |                        |    |                                  |                                  |                                  |                        |    |                   |                   |  |
|  | CD Arquitectura B        | 33                 |                        | CD Arquitectura B      | 48 | 53                      |                         |                         |                        |    |                                  |                                  |                                  |                        |    |                   |                   |  |
|  |                          |                    |                        | CD Arquitectura B      | 48 | 53                      |                         |                         |                        |    |                                  |                                  |                                  |                        |    |                   |                   |  |
|  |                          |                    | Sargento Pepper's      | 4                      | 7  |                         |                         |                         |                        |    |                                  |                                  |                                  |                        |    |                   |                   |  |
|  | Medicina Badajoz         | 7                  | Sargento Pepper's      | 4                      | 7  |                         |                         |                         |                        |    |                                  |                                  |                                  |                        |    |                   |                   |  |
|  | Medicina Badajoz         | 7                  |                        |                        |    |                         |                         |                         |                        |    |                                  |                                  |                                  |                        |    |                   |                   |  |
|  | Sargento Pepper's        | 10                 |                        |                        |    |                         |                         |                         |                        |    |                                  |                                  |                                  |                        |    |                   |                   |  |
|  | Sargento Pepper's        | 10                 |                        |                        |    |                         |                         |                         |                        |    |                                  |                                  |                                  | Club Deportivo Acantos | 10 |                   |                   |  |
|  |                          |                    |                        |                        |    |                         |                         |                         |                        |    |                                  |                                  |                                  | Club Deportivo Acantos | 10 |                   |                   |  |
|  |                          |                    | Olímpico Pozuelo R.C.  | 18                     |    |                         |                         |                         |                        |    |                                  |                                  |                                  |                        |    |                   |                   |  |
|  | San José Valladolid      | 13                 | Olímpico Pozuelo R.C.  | 18                     |    |                         |                         |                         |                        |    |                                  |                                  |                                  |                        |    |                   |                   |  |
|  | San José Valladolid      | 13                 |                        |                        |    |                         |                         |                         |                        |    |                                  |                                  |                                  |                        |    |                   |                   |  |
|  | Real Sporting de Gijón   | 10                 |                        |                        |    |                         |                         |                         |                        |    |                                  |                                  |                                  |                        |    |                   |                   |  |
|  | Real Sporting de Gijón   | 10                 |                        | San José Valladolid    | 28 | 12                      |                         |                         |                        |    |                                  |                                  |                                  |                        |    |                   |                   |  |
|  |                          |                    |                        | San José Valladolid    | 28 | 12                      |                         |                         |                        |    |                                  |                                  |                                  |                        |    |                   |                   |  |
|  |                          |                    | Ordizia Rugby Elkartea | 9                      | 16 |                         |                         |                         |                        |    |                                  |                                  |                                  |                        |    |                   |                   |  |
|  | Ordizia Rugby Elkartea   | 36                 | Ordizia Rugby Elkartea | 9                      | 16 |                         |                         |                         |                        |    |                                  |                                  |                                  |                        |    |                   |                   |  |
|  | Ordizia Rugby Elkartea   | 36                 |                        |                        |    |                         |                         |                         |                        |    |                                  |                                  |                                  |                        |    |                   |                   |  |
|  | Independiente Rugby Club | 4                  |                        |                        |    |                         |                         |                         |                        |    |                                  |                                  |                                  |                        |    |                   |                   |  |
|  | Independiente Rugby Club | 4                  |                        |                        |    |                         |                         |                         | San José Valladolid    | 7  | 0                                |                                  |                                  |                        |    |                   |                   |  |
|  |                          |                    |                        |                        |    |                         |                         |                         | San José Valladolid    | 7  | 0                                |                                  |                                  |                        |    |                   |                   |  |
|  |                          |                    | Olímpico Pozuelo R.C.  | 12                     | 41 |                         |                         |                         |                        |    |                                  |                                  |                                  |                        |    |                   |                   |  |
|  | C.R. San Roque           | 16                 | Olímpico Pozuelo R.C.  | 12                     | 41 |                         |                         |                         |                        |    |                                  |                                  |                                  |                        |    |                   |                   |  |
|  | C.R. San Roque           | 16                 |                        |                        |    |                         |                         |                         |                        |    |                                  |                                  |                                  |                        |    |                   |                   |  |
|  | Club Natació Montjuïc    | 4                  |                        |                        |    |                         |                         |                         |                        |    |                                  |                                  |                                  |                        |    |                   |                   |  |
|  | Club Natació Montjuïc    | 4                  |                        | C.R. San Roque         | 8  | 0                       |                         |                         |                        |    |                                  |                                  |                                  |                        |    |                   |                   |  |
|  |                          |                    |                        | C.R. San Roque         | 8  | 0                       |                         |                         |                        |    |                                  |                                  |                                  |                        |    |                   |                   |  |
|  |                          |                    | Olímpico Pozuelo R.C.  | 28                     | 59 |                         |                         |                         |                        |    |                                  |                                  |                                  |                        |    |                   |                   |  |
|  | Olímpico Pozuelo R.C.    | 95                 | Olímpico Pozuelo R.C.  | 28                     | 59 |                         |                         |                         |                        |    |                                  |                                  |                                  |                        |    |                   |                   |  |
|  | Olímpico Pozuelo R.C.    | 95                 |                        |                        |    |                         |                         |                         |                        |    |                                  |                                  |                                  |                        |    |                   |                   |  |
|  | Ures-78 Elche            | 0                  |                        |                        |    |                         |                         |                         |                        |    |                                  |                                  |                                  |                        |    |                   |                   |  |
|  | Ures-78 Elche            | 0                  |                        |                        |    |                         |                         |                         |                        |    |                                  |                                  |                                  |                        |    |                   |                   |  |
|  |                          |                    |                        |                        |    |                         |                         |                         |                        |    |                                  |                                  |                                  |                        |    |                   |                   |  |

| Campeón Olímpico Pozuelo R.C. |
| 1er título                    |

### IXº Campeonato Nacional de Liga 2ª División
Como la temporada anterior no se declaró oficialmente ningún campeón en la categoría.

Grupo Norte: Suben del Grupo II (para la próxima temporada Grupo I), los dos equipos (Gernika y Ordizia) ocupando el lugar de los dos equipos descendidos de 1ª división (Bilbao RC y Mondragón). El Grupo I de 2ª (Liga Vasca) estará asociado al grupo Norte de 1ª, y se añadirán para el próximo años tres grupos nuevos más. El Grupo II (Aragón), el Grupo XI (Asturias) y el Grupo XII (Cantabria) 

Grupo Centro: Seguirá con la misma dinámica de años precedentes, aunque ahora el campeón del Grupo III (Olímpico), asciende directamente, mientras el subcampeón (Karmen) juega una promoción de ascenso con el campeón del grupo VII (San José). Estos grupos de 2ª cambiarán la numeración para 1982, serán Grupo IX (Madrid) y Grupo X (Castilla y León).

Grupo Levante: También en este grupo habrá promoción entre el segundo del Grupo I (Cataluña) con el campeón del Grupo IV (Valencia) y el campeón catalán asciende directamente. Así, Pueblo Nuevo sube y Montjuich vence en la promoción al San Roque. Asociados al grupo levante estarán el próximo años los mismos grupos con cambio de número. Cataluña será Grupo III, Valencia seguirá como Grupo IV y Alicante/Murcia formará el Grupo V

Grupo Sur: Este grupo sigue siendo el más controvertido. Los equipos de Granada renuncian a jugar en 1ª para formar su propio grupo en 2ª, el Grupo VI, dejando  al grupo de 1ª con solo 5 equipos. En 2ª se añadirán dos grupos más al de Granada, el Grupo VII de Sevilla y el Grupo VIII con clubes de Extremadura

#### Ascenso a 1º División Nacional
| Fecha                           | Ciudad     | Local                   | Resultado | Visitante               |
| ------------------------------- | ---------- | ----------------------- | --------- | ----------------------- |
| Grupo Centro                    |            |                         |           |                         |
| 10 de mayo de 1981              | Valladolid | CD San José Valladolid  | 4-15      | Club de Rugby Karmen    |
| 17 de mayo de 1981              | Madrid     | Club de Rugby Karmen    | 17-11     | CD San José Valladolid  |
| Asciende: Club de Rugby Karmen  |            |                         |           |                         |
|                                 |            |                         |           |                         |
| Grupo Levante                   |            |                         |           |                         |
| 10 de mayo de 1981              | Barcelona  | Club Natació Montjuïc   | 31-6      | Club de Rugby San Roque |
| 17 de mayo de 1981              | Valencia   | Club de Rugby San Roque | 7-23      | Club Natació Montjuïc   |
| Asciende: Club Natació Montjuïc |            |                         |           |                         |

|                        | Norte                      | Centro                      | Levante                         | Sur                          |
| ---------------------- | -------------------------- | --------------------------- | ------------------------------- | ---------------------------- |
| Ascienden a 1ª:        | Gernika Rugby Taldea       | Olímpico Rugby Club         | Club Natación Pueblo Nuevo      |                              |
|                        | Ordizia Rugby Elkartea     | Club de Rugby Karmen        | Club Natación Montjuich         |                              |
|                        |                            |                             |                                 |                              |
| Descienden a 2ª:       | Bilbao Rugby Club          | Liceo Francés               | Barcelona Unión Club (BUC)      | Club de Rugby Hípica Granada |
|                        | J.D. Mondragón             | Teca Rugby Club             | C.P. Les Abelles                | CD Universitario de Granada  |
|                        |                            |                             |                                 |                              |
| Descienden a Regional: | Sarriko Rugby Taldea G.I   | C.M. Cisneros B G.IX        | Club Natació Barcelona B G.III  |                              |
|                        | Club Deportivo Zarautz G.I | CD Aparejadores Burgos G. X | Moncada Rugby Club G. IV        |                              |
|                        |                            | CD Veterinaria de León G.X  | Cullera Náutico Rugby Club G.IV |                              |

### XVIIIº Campeonato de España Juvenil
Como en años precedentes los equipos madrileños partían como favoritos, sin embargo en la primera eliminatoria cayeron dos de sus representantes. La Santboiana eliminó a Arquitectura y los del CEU perdieron ante el Salvador. Solo consiguió pasar la criba el campeón madrileño, Olímpico que eliminó al Hernani. El BUC dio la primera sorpresa al eliminar al Valencia a domicilio.

En cuartos, el duelo más igualado se dio entre Getxo y Santboi. En la ida los vascos ganaron 19-0, pero los catalanes pudieron levantar el resultado en la vuelta con un apurado 30-9 que les permitía pasar de ronda por dos puntos. El BUC de nuevo se vio solvente al eliminar al FC Barcelona con dos victorias. Olímpico apabullaba al Granada con un global del 107-13, y Salvador eliminaba a Gernika no sin ciertas dificultades.

En semifinales el campeón se vio sorprendido en casa por un magnífico Salvador y no consiguió superarlo a la vuelta. En el duelo catalán, una vez más el BUC sorprendió, empatando en Sant Boi y ganando en casa por solo dos puntos.

Era una final inédita, aunque El Salvador ya había sido campeón juvenil en los años 60 (1966 y 1969), el BUC jugaba su primera final. Los catalanes volvieron a sorprender con una nueva demostración de tesón y se llevaron la final ante los favoritos pucelanos por solo 2 puntos, suficientes para obtener el primer título nacional desde su fundación en 1929.

#### Cuadro Competición
|  | Octavos de final          | Octavos de final    | Octavos de final          |                           |    | Cuartos de final               | Cuartos de final               | Cuartos de final               |             |    | Semifinales             | Semifinales             | Semifinales             |        |    | Final              | Final              |  |
|  | 29 de marzo de 1981       | 29 de marzo de 1981 | 29 de marzo de 1981       |                           |    | 5 de abril y 3 de mayo de 1981 | 5 de abril y 3 de mayo de 1981 | 5 de abril y 3 de mayo de 1981 |             |    | 10 y 17 de mayo de 1981 | 10 y 17 de mayo de 1981 | 10 y 17 de mayo de 1981 |        |    | 24 de mayo de 1981 | 24 de mayo de 1981 |  |
|  |                           |                     |                           |                           |    |                                |                                |                                |             |    |                         |                         |                         |        |    |                    |                    |  |
|  |                           |                     |                           |                           |    |                                |                                |                                |             |    |                         |                         |                         |        |    |                    |                    |  |
|  | Valencia Rugby Club       | 9                   |                           |                           |    |                                |                                |                                |             |    |                         |                         |                         |        |    |                    |                    |  |
|  | Valencia Rugby Club       | 9                   |                           |                           |    |                                |                                |                                |             |    |                         |                         |                         |        |    |                    |                    |  |
|  | B.U.C.                    | 14                  |                           |                           |    |                                |                                |                                |             |    |                         |                         |                         |        |    |                    |                    |  |
|  | B.U.C.                    | 14                  |                           | B.U.C.                    | 17 | 18                             |                                |                                |             |    |                         |                         |                         |        |    |                    |                    |  |
|  |                           |                     |                           | B.U.C.                    | 17 | 18                             |                                |                                |             |    |                         |                         |                         |        |    |                    |                    |  |
|  |                           |                     | Futbol Club Barcelona     | 8                         | 4  |                                |                                |                                |             |    |                         |                         |                         |        |    |                    |                    |  |
|  | Futbol Club Barcelona     | 55                  | Futbol Club Barcelona     | 8                         | 4  |                                |                                |                                |             |    |                         |                         |                         |        |    |                    |                    |  |
|  | Futbol Club Barcelona     | 55                  |                           |                           |    |                                |                                |                                |             |    |                         |                         |                         |        |    |                    |                    |  |
|  | Les Abelles Rugby Club    | 4                   |                           |                           |    |                                |                                |                                |             |    |                         |                         |                         |        |    |                    |                    |  |
|  | Les Abelles Rugby Club    | 4                   |                           |                           |    |                                |                                |                                | B.U.C.      | 7  | 20                      |                         |                         |        |    |                    |                    |  |
|  |                           |                     |                           |                           |    |                                |                                |                                | B.U.C.      | 7  | 20                      |                         |                         |        |    |                    |                    |  |
|  |                           |                     | Unió Esportiva Santboiana | 7                         | 18 |                                |                                |                                |             |    |                         |                         |                         |        |    |                    |                    |  |
|  | Unió Esportiva Santboiana | 10                  | Unió Esportiva Santboiana | 7                         | 18 |                                |                                |                                |             |    |                         |                         |                         |        |    |                    |                    |  |
|  | Unió Esportiva Santboiana | 10                  |                           |                           |    |                                |                                |                                |             |    |                         |                         |                         |        |    |                    |                    |  |
|  | CD Arquitectura           | 4                   |                           |                           |    |                                |                                |                                |             |    |                         |                         |                         |        |    |                    |                    |  |
|  | CD Arquitectura           | 4                   |                           | Unió Esportiva Santboiana | 0  | 30                             |                                |                                |             |    |                         |                         |                         |        |    |                    |                    |  |
|  |                           |                     |                           | Unió Esportiva Santboiana | 0  | 30                             |                                |                                |             |    |                         |                         |                         |        |    |                    |                    |  |
|  |                           |                     | Getxo Rugby Taldea        | 19                        | 9  |                                |                                |                                |             |    |                         |                         |                         |        |    |                    |                    |  |
|  | Getxo Rugby Taldea        | 24                  | Getxo Rugby Taldea        | 19                        | 9  |                                |                                |                                |             |    |                         |                         |                         |        |    |                    |                    |  |
|  | Getxo Rugby Taldea        | 24                  |                           |                           |    |                                |                                |                                |             |    |                         |                         |                         |        |    |                    |                    |  |
|  | CAU-Laboral Oviedo        | 0                   |                           |                           |    |                                |                                |                                |             |    |                         |                         |                         |        |    |                    |                    |  |
|  | CAU-Laboral Oviedo        | 0                   |                           |                           |    |                                |                                |                                |             |    |                         |                         |                         | B.U.C. | 12 |                    |                    |  |
|  |                           |                     |                           |                           |    |                                |                                |                                |             |    |                         |                         |                         | B.U.C. | 12 |                    |                    |  |
|  |                           |                     | El Salvador               | 10                        |    |                                |                                |                                |             |    |                         |                         |                         |        |    |                    |                    |  |
|  | El Salvador               | 24                  | El Salvador               | 10                        |    |                                |                                |                                |             |    |                         |                         |                         |        |    |                    |                    |  |
|  | El Salvador               | 24                  |                           |                           |    |                                |                                |                                |             |    |                         |                         |                         |        |    |                    |                    |  |
|  | C.E. Urogallos (CEU)      | 0                   |                           |                           |    |                                |                                |                                |             |    |                         |                         |                         |        |    |                    |                    |  |
|  | C.E. Urogallos (CEU)      | 0                   |                           | El Salvador               | 13 | 20                             |                                |                                |             |    |                         |                         |                         |        |    |                    |                    |  |
|  |                           |                     |                           | El Salvador               | 13 | 20                             |                                |                                |             |    |                         |                         |                         |        |    |                    |                    |  |
|  |                           |                     | Gernika Rugby Taldea      | 10                        | 3  |                                |                                |                                |             |    |                         |                         |                         |        |    |                    |                    |  |
|  | Gernika Rugby Taldea      | 41                  | Gernika Rugby Taldea      | 10                        | 3  |                                |                                |                                |             |    |                         |                         |                         |        |    |                    |                    |  |
|  | Gernika Rugby Taldea      | 41                  |                           |                           |    |                                |                                |                                |             |    |                         |                         |                         |        |    |                    |                    |  |
|  | CD Jovellanos Oviedo      | 0                   |                           |                           |    |                                |                                |                                |             |    |                         |                         |                         |        |    |                    |                    |  |
|  | CD Jovellanos Oviedo      | 0                   |                           |                           |    |                                |                                |                                | El Salvador | 16 | 26                      |                         |                         |        |    |                    |                    |  |
|  |                           |                     |                           |                           |    |                                |                                |                                | El Salvador | 16 | 26                      |                         |                         |        |    |                    |                    |  |
|  |                           |                     | Olímpico Pozuelo R.C.     | 12                        | 13 |                                |                                |                                |             |    |                         |                         |                         |        |    |                    |                    |  |
|  | Sevilla Club de Futbol    | 0                   | Olímpico Pozuelo R.C.     | 12                        | 13 |                                |                                |                                |             |    |                         |                         |                         |        |    |                    |                    |  |
|  | Sevilla Club de Futbol    | 0                   |                           |                           |    |                                |                                |                                |             |    |                         |                         |                         |        |    |                    |                    |  |
|  | CD Univº de Granada       | 25                  |                           |                           |    |                                |                                |                                |             |    |                         |                         |                         |        |    |                    |                    |  |
|  | CD Univº de Granada       | 25                  |                           | CD Univº de Granada       | 10 | 3                              |                                |                                |             |    |                         |                         |                         |        |    |                    |                    |  |
|  |                           |                     |                           | CD Univº de Granada       | 10 | 3                              |                                |                                |             |    |                         |                         |                         |        |    |                    |                    |  |
|  |                           |                     | Olímpico Pozuelo R.C.     | 57                        | 50 |                                |                                |                                |             |    |                         |                         |                         |        |    |                    |                    |  |
|  | Olímpico Pozuelo R.C.     | 19                  | Olímpico Pozuelo R.C.     | 57                        | 50 |                                |                                |                                |             |    |                         |                         |                         |        |    |                    |                    |  |
|  | Olímpico Pozuelo R.C.     | 19                  |                           |                           |    |                                |                                |                                |             |    |                         |                         |                         |        |    |                    |                    |  |
|  | Hernani R.C.              | 9                   |                           |                           |    |                                |                                |                                |             |    |                         |                         |                         |        |    |                    |                    |  |
|  | Hernani R.C.              | 9                   |                           |                           |    |                                |                                |                                |             |    |                         |                         |                         |        |    |                    |                    |  |
|  |                           |                     |                           |                           |    |                                |                                |                                |             |    |                         |                         |                         |        |    |                    |                    |  |

| Campeón                              |
| Barcelona Universitari Club - B.U.C. |
| 1er título                           |

### VIIIº Campeonato de España Cadete
Aunque el torneo cadete suele ser más abierto que el juvenil, los equipos madrileños también son favoritos, junto a la gran cantera de Valladolid y los equipos de Cataluña y país Vasco. Las semifinales no rompían los pronósticos, con los dos clubes madrileños (Olímpico y Arquitectura) clasificados contra los catalanes del Cornellá y los castellanos del Salvador.

El campeón madrileño cayó ante los del Llobregat, pero los pucelanos no pudieron contra Arquitectura. La final fue muy ajustada, pero los madrileños consiguieron su segundo título en la categoría con un ajustado 17-14. 
| Fase Previa         | Fase Previa          | Fase Previa | Fase Previa           |
| Ciudad              | Local                | Resultado   | Visitante             |
| ------------------- | -------------------- | ----------- | --------------------- |
| 15 de marzo de 1981 |                      |             |                       |
| Bilbao              | Gaztedi Rugby Taldea | 0-46        | Seminario de Tarazona |
| León                | León Rugby Club      | 4-12        | Diego Porcelos Burgos |

#### Cuadro Competición
|  | Octavos de final         | Octavos de final    | Octavos de final        |                             |    | Cuartos de final                 | Cuartos de final                 | Cuartos de final                 |                     |    | Semifinales                     | Semifinales                     | Semifinales                     |                     |    | Final              | Final              |  |
|  | 22 de marzo de 1981      | 22 de marzo de 1981 | 22 de marzo de 1981     |                             |    | 29 de marzo y 5 de abril de 1981 | 29 de marzo y 5 de abril de 1981 | 29 de marzo y 5 de abril de 1981 |                     |    | 26 de abril y 3 de mayo de 1981 | 26 de abril y 3 de mayo de 1981 | 26 de abril y 3 de mayo de 1981 |                     |    | 10 de mayo de 1981 | 10 de mayo de 1981 |  |
|  |                          |                     |                         |                             |    |                                  |                                  |                                  |                     |    |                                 |                                 |                                 |                     |    |                    |                    |  |
|  |                          |                     |                         |                             |    |                                  |                                  |                                  |                     |    |                                 |                                 |                                 |                     |    |                    |                    |  |
|  | Rugby Club Cornellà      | 11                  |                         |                             |    |                                  |                                  |                                  |                     |    |                                 |                                 |                                 |                     |    |                    |                    |  |
|  | Rugby Club Cornellà      | 11                  |                         |                             |    |                                  |                                  |                                  |                     |    |                                 |                                 |                                 |                     |    |                    |                    |  |
|  | Seminario de Tarazona    | 7                   |                         |                             |    |                                  |                                  |                                  |                     |    |                                 |                                 |                                 |                     |    |                    |                    |  |
|  | Seminario de Tarazona    | 7                   |                         | Rugby Club Cornellà         | 28 | 21                               |                                  |                                  |                     |    |                                 |                                 |                                 |                     |    |                    |                    |  |
|  |                          |                     |                         | Rugby Club Cornellà         | 28 | 21                               |                                  |                                  |                     |    |                                 |                                 |                                 |                     |    |                    |                    |  |
|  |                          |                     | Club de Rugby San Roque | 0                           | 8  |                                  |                                  |                                  |                     |    |                                 |                                 |                                 |                     |    |                    |                    |  |
|  | Club de Rugby San Roque  | 27                  | Club de Rugby San Roque | 0                           | 8  |                                  |                                  |                                  |                     |    |                                 |                                 |                                 |                     |    |                    |                    |  |
|  | Club de Rugby San Roque  | 27                  |                         |                             |    |                                  |                                  |                                  |                     |    |                                 |                                 |                                 |                     |    |                    |                    |  |
|  | Club Natació Barcelona   | 8                   |                         |                             |    |                                  |                                  |                                  |                     |    |                                 |                                 |                                 |                     |    |                    |                    |  |
|  | Club Natació Barcelona   | 8                   |                         |                             |    |                                  |                                  |                                  | Rugby Club Cornellà | 20 | 6                               |                                 |                                 |                     |    |                    |                    |  |
|  |                          |                     |                         |                             |    |                                  |                                  |                                  | Rugby Club Cornellà | 20 | 6                               |                                 |                                 |                     |    |                    |                    |  |
|  |                          |                     | Olímpico Pozuelo R.C.   | 0                           | 3  |                                  |                                  |                                  |                     |    |                                 |                                 |                                 |                     |    |                    |                    |  |
|  | Olímpico Pozuelo R.C.    | 12                  | Olímpico Pozuelo R.C.   | 0                           | 3  |                                  |                                  |                                  |                     |    |                                 |                                 |                                 |                     |    |                    |                    |  |
|  | Olímpico Pozuelo R.C.    | 12                  |                         |                             |    |                                  |                                  |                                  |                     |    |                                 |                                 |                                 |                     |    |                    |                    |  |
|  | C.E.U. Alicante          | 4                   |                         |                             |    |                                  |                                  |                                  |                     |    |                                 |                                 |                                 |                     |    |                    |                    |  |
|  | C.E.U. Alicante          | 4                   |                         | Olímpico Pozuelo R.C.       | 4  | 7                                |                                  |                                  |                     |    |                                 |                                 |                                 |                     |    |                    |                    |  |
|  |                          |                     |                         | Olímpico Pozuelo R.C.       | 4  | 7                                |                                  |                                  |                     |    |                                 |                                 |                                 |                     |    |                    |                    |  |
|  |                          |                     | Amigos del Rugby (CAR)  | 3                           | 3  |                                  |                                  |                                  |                     |    |                                 |                                 |                                 |                     |    |                    |                    |  |
|  | Chana Granada            | 8                   | Amigos del Rugby (CAR)  | 3                           | 3  |                                  |                                  |                                  |                     |    |                                 |                                 |                                 |                     |    |                    |                    |  |
|  | Chana Granada            | 8                   |                         |                             |    |                                  |                                  |                                  |                     |    |                                 |                                 |                                 |                     |    |                    |                    |  |
|  | Amigos del Rugby (CAR)   | 11                  |                         |                             |    |                                  |                                  |                                  |                     |    |                                 |                                 |                                 |                     |    |                    |                    |  |
|  | Amigos del Rugby (CAR)   | 11                  |                         |                             |    |                                  |                                  |                                  |                     |    |                                 |                                 |                                 | Rugby Club Cornellà | 14 |                    |                    |  |
|  |                          |                     |                         |                             |    |                                  |                                  |                                  |                     |    |                                 |                                 |                                 | Rugby Club Cornellà | 14 |                    |                    |  |
|  |                          |                     | CD Arquitectura         | 17                          |    |                                  |                                  |                                  |                     |    |                                 |                                 |                                 |                     |    |                    |                    |  |
|  | Estudiantes de Santander | 6                   | CD Arquitectura         | 17                          |    |                                  |                                  |                                  |                     |    |                                 |                                 |                                 |                     |    |                    |                    |  |
|  | Estudiantes de Santander | 6                   |                         |                             |    |                                  |                                  |                                  |                     |    |                                 |                                 |                                 |                     |    |                    |                    |  |
|  | Jovellanos               | 0                   |                         |                             |    |                                  |                                  |                                  |                     |    |                                 |                                 |                                 |                     |    |                    |                    |  |
|  | Jovellanos               | 0                   |                         | Estudiantes de Santander    | 0  | 0                                |                                  |                                  |                     |    |                                 |                                 |                                 |                     |    |                    |                    |  |
|  |                          |                     |                         | Estudiantes de Santander    | 0  | 0                                |                                  |                                  |                     |    |                                 |                                 |                                 |                     |    |                    |                    |  |
|  |                          |                     | CD Arquitectura         | 66                          | 66 |                                  |                                  |                                  |                     |    |                                 |                                 |                                 |                     |    |                    |                    |  |
|  | Diego Porcelos Burgos    | 10                  | CD Arquitectura         | 66                          | 66 |                                  |                                  |                                  |                     |    |                                 |                                 |                                 |                     |    |                    |                    |  |
|  | Diego Porcelos Burgos    | 10                  |                         |                             |    |                                  |                                  |                                  |                     |    |                                 |                                 |                                 |                     |    |                    |                    |  |
|  | CD Arquitectura          | 21                  |                         |                             |    |                                  |                                  |                                  |                     |    |                                 |                                 |                                 |                     |    |                    |                    |  |
|  | CD Arquitectura          | 21                  |                         |                             |    |                                  |                                  |                                  | CD Arquitectura     | 20 | 20                              |                                 |                                 |                     |    |                    |                    |  |
|  |                          |                     |                         |                             |    |                                  |                                  |                                  | CD Arquitectura     | 20 | 20                              |                                 |                                 |                     |    |                    |                    |  |
|  |                          |                     | El Salvador             | 4                           | 3  |                                  |                                  |                                  |                     |    |                                 |                                 |                                 |                     |    |                    |                    |  |
|  | Atlético San Sebastián   | 19                  | El Salvador             | 4                           | 3  |                                  |                                  |                                  |                     |    |                                 |                                 |                                 |                     |    |                    |                    |  |
|  | Atlético San Sebastián   | 19                  |                         |                             |    |                                  |                                  |                                  |                     |    |                                 |                                 |                                 |                     |    |                    |                    |  |
|  | Gernika Rugby Taldea     | 16                  |                         |                             |    |                                  |                                  |                                  |                     |    |                                 |                                 |                                 |                     |    |                    |                    |  |
|  | Gernika Rugby Taldea     | 16                  |                         | Club Atlético San Sebastián | 0  | 0                                |                                  |                                  |                     |    |                                 |                                 |                                 |                     |    |                    |                    |  |
|  |                          |                     |                         | Club Atlético San Sebastián | 0  | 0                                |                                  |                                  |                     |    |                                 |                                 |                                 |                     |    |                    |                    |  |
|  |                          |                     | El Salvador             | 23                          | 7  |                                  |                                  |                                  |                     |    |                                 |                                 |                                 |                     |    |                    |                    |  |
|  | El Salvador              | 6                   | El Salvador             | 23                          | 7  |                                  |                                  |                                  |                     |    |                                 |                                 |                                 |                     |    |                    |                    |  |
|  | El Salvador              | 6                   |                         |                             |    |                                  |                                  |                                  |                     |    |                                 |                                 |                                 |                     |    |                    |                    |  |
|  | San Juan de la Cruz León | 0                   |                         |                             |    |                                  |                                  |                                  |                     |    |                                 |                                 |                                 |                     |    |                    |                    |  |
|  | San Juan de la Cruz León | 0                   |                         |                             |    |                                  |                                  |                                  |                     |    |                                 |                                 |                                 |                     |    |                    |                    |  |
|  |                          |                     |                         |                             |    |                                  |                                  |                                  |                     |    |                                 |                                 |                                 |                     |    |                    |                    |  |

| Campeón Club Deportivo Arquitectura |
| 2º título                           |

### Campeonato de España de Selecciones Provinciales

#### Senior
|  | Octavos de final        | Octavos de final        | Octavos de final        |          |    | Cuartos de final    | Cuartos de final    | Cuartos de final    |          |   | Semifinales         | Semifinales         | Semifinales         |  |  | Final             | Final             |  |
|  | 21 de diciembre de 1980 | 21 de diciembre de 1980 | 21 de diciembre de 1980 |          |    | 22 de marzo de 1981 | 22 de marzo de 1981 | 22 de marzo de 1981 |          |   | 26 de abril de 1981 | 26 de abril de 1981 | 26 de abril de 1981 |  |  | 9 de mayo de 1981 | 9 de mayo de 1981 |  |
|  |                         |                         |                         |          |    |                     |                     |                     |          |   |                     |                     |                     |  |  |                   |                   |  |
|  |                         |                         |                         |          |    |                     |                     |                     |          |   |                     |                     |                     |  |  |                   |                   |  |
|  | Madrid                  | 10                      |                         |          |    |                     |                     |                     |          |   |                     |                     |                     |  |  |                   |                   |  |
|  | Madrid                  | 10                      |                         |          |    |                     |                     |                     |          |   |                     |                     |                     |  |  |                   |                   |  |
|  | Valencia                | 26                      |                         |          |    |                     |                     |                     |          |   |                     |                     |                     |  |  |                   |                   |  |
|  | Valencia                | 26                      |                         | Valencia | 14 |                     |                     |                     |          |   |                     |                     |                     |  |  |                   |                   |  |
|  |                         |                         |                         | Valencia | 14 |                     |                     |                     |          |   |                     |                     |                     |  |  |                   |                   |  |
|  |                         |                         | Barcelona               | 3        |    |                     |                     |                     |          |   |                     |                     |                     |  |  |                   |                   |  |
|  | Zaragoza                | 10                      | Barcelona               | 3        |    |                     |                     |                     |          |   |                     |                     |                     |  |  |                   |                   |  |
|  | Zaragoza                | 10                      |                         |          |    |                     |                     |                     |          |   |                     |                     |                     |  |  |                   |                   |  |
|  | Barcelona               | 11                      |                         |          |    |                     |                     |                     |          |   |                     |                     |                     |  |  |                   |                   |  |
|  | Barcelona               | 11                      |                         |          |    |                     |                     |                     | Valencia | 4 |                     |                     |                     |  |  |                   |                   |  |
|  |                         |                         |                         |          |    |                     |                     |                     | Valencia | 4 |                     |                     |                     |  |  |                   |                   |  |
|  |                         |                         | Guipúzcoa               | 10       |    |                     |                     |                     |          |   |                     |                     |                     |  |  |                   |                   |  |
|  |                         |                         | Guipúzcoa               | 10       |    |                     |                     |                     |          |   |                     |                     |                     |  |  |                   |                   |  |
|  |                         |                         |                         |          |    |                     |                     |                     |          |   |                     |                     |                     |  |  |                   |                   |  |
|  |                         |                         |                         |          |    |                     |                     |                     |          |   |                     |                     |                     |  |  |                   |                   |  |
|  |                         | Guipúzcoa               |                         |          |    |                     |                     |                     |          |   |                     |                     |                     |  |  |                   |                   |  |
|  |                         |                         |                         |          |    |                     |                     |                     |          |   |                     |                     |                     |  |  |                   |                   |  |
|  |                         |                         | Subcampeón 1979         |          |    |                     |                     |                     |          |   |                     |                     |                     |  |  |                   |                   |  |
|  |                         |                         |                         |          |    |                     |                     |                     |          |   |                     |                     |                     |  |  |                   |                   |  |
|  |                         |                         |                         |          |    |                     |                     |                     |          |   |                     |                     |                     |  |  |                   |                   |  |
|  |                         |                         |                         |          |    |                     |                     |                     |          |   |                     |                     |                     |  |  |                   |                   |  |
|  |                         |                         |                         |          |    |                     |                     |                     |          |   |                     | Guipúzcoa           | 22                  |  |  |                   |                   |  |
|  |                         |                         |                         |          |    |                     |                     |                     |          |   |                     |                     |                     |  |  |                   |                   |  |
|  |                         |                         | Valladolid              | 9        |    |                     |                     |                     |          |   |                     |                     |                     |  |  |                   |                   |  |
|  |                         |                         | Valladolid              | 9        |    |                     |                     |                     |          |   |                     |                     |                     |  |  |                   |                   |  |
|  |                         |                         |                         |          |    |                     |                     |                     |          |   |                     |                     |                     |  |  |                   |                   |  |
|  |                         |                         |                         |          |    |                     |                     |                     |          |   |                     |                     |                     |  |  |                   |                   |  |
|  |                         | Campeón 1980            |                         |          |    |                     |                     |                     |          |   |                     |                     |                     |  |  |                   |                   |  |
|  |                         |                         |                         |          |    |                     |                     |                     |          |   |                     |                     |                     |  |  |                   |                   |  |
|  |                         |                         | Valladolid              |          |    |                     |                     |                     |          |   |                     |                     |                     |  |  |                   |                   |  |
|  |                         |                         |                         |          |    |                     |                     |                     |          |   |                     |                     |                     |  |  |                   |                   |  |
|  |                         |                         |                         |          |    |                     |                     |                     |          |   |                     |                     |                     |  |  |                   |                   |  |
|  |                         |                         |                         |          |    |                     |                     |                     |          |   |                     |                     |                     |  |  |                   |                   |  |
|  |                         |                         |                         |          |    |                     | Valladolid          | 32                  |          |   |                     |                     |                     |  |  |                   |                   |  |
|  |                         |                         |                         |          |    |                     |                     |                     |          |   |                     |                     |                     |  |  |                   |                   |  |
|  |                         |                         | Asturias                | 3        |    |                     |                     |                     |          |   |                     |                     |                     |  |  |                   |                   |  |
|  | Asturias                | 14                      | Asturias                | 3        |    |                     |                     |                     |          |   |                     |                     |                     |  |  |                   |                   |  |
|  | Asturias                | 14                      |                         |          |    |                     |                     |                     |          |   |                     |                     |                     |  |  |                   |                   |  |
|  | Vizcaya                 | 6                       |                         |          |    |                     |                     |                     |          |   |                     |                     |                     |  |  |                   |                   |  |
|  | Vizcaya                 | 6                       |                         | Asturias | 16 |                     |                     |                     |          |   |                     |                     |                     |  |  |                   |                   |  |
|  |                         |                         |                         | Asturias | 16 |                     |                     |                     |          |   |                     |                     |                     |  |  |                   |                   |  |
|  |                         |                         | Sevilla                 | 9        |    |                     |                     |                     |          |   |                     |                     |                     |  |  |                   |                   |  |
|  | Sevilla                 | 6                       | Sevilla                 | 9        |    |                     |                     |                     |          |   |                     |                     |                     |  |  |                   |                   |  |
|  | Sevilla                 | 6                       |                         |          |    |                     |                     |                     |          |   |                     |                     |                     |  |  |                   |                   |  |
|  | Granada                 | 0                       | np                      |          |    |                     |                     |                     |          |   |                     |                     |                     |  |  |                   |                   |  |
|  | Granada                 | 0                       | np                      |          |    |                     |                     |                     |          |   |                     |                     |                     |  |  |                   |                   |  |
|  |                         |                         |                         |          |    |                     |                     |                     |          |   |                     |                     |                     |  |  |                   |                   |  |

| Campeón Guipúzcoa |
| 2º título         |

#### Juvenil
|  | Octavos de final        | Octavos de final        | Octavos de final        |           |    | Cuartos de final    | Cuartos de final    | Cuartos de final    |           |    | Semifinales         | Semifinales         | Semifinales         |  |  | Final             | Final             |  |
|  | 21 de diciembre de 1980 | 21 de diciembre de 1980 | 21 de diciembre de 1980 |           |    | 22 de marzo de 1981 | 22 de marzo de 1981 | 22 de marzo de 1981 |           |    | 26 de abril de 1981 | 26 de abril de 1981 | 26 de abril de 1981 |  |  | 9 de mayo de 1981 | 9 de mayo de 1981 |  |
|  |                         |                         |                         |           |    |                     |                     |                     |           |    |                     |                     |                     |  |  |                   |                   |  |
|  |                         |                         |                         |           |    |                     |                     |                     |           |    |                     |                     |                     |  |  |                   |                   |  |
|  | Valencia                | 3                       |                         |           |    |                     |                     |                     |           |    |                     |                     |                     |  |  |                   |                   |  |
|  | Valencia                | 3                       |                         |           |    |                     |                     |                     |           |    |                     |                     |                     |  |  |                   |                   |  |
|  | Barcelona               | 38                      |                         |           |    |                     |                     |                     |           |    |                     |                     |                     |  |  |                   |                   |  |
|  | Barcelona               | 38                      |                         | Barcelona | 26 |                     |                     |                     |           |    |                     |                     |                     |  |  |                   |                   |  |
|  |                         |                         |                         | Barcelona | 26 |                     |                     |                     |           |    |                     |                     |                     |  |  |                   |                   |  |
|  |                         |                         | Vizcaya                 | 4         |    |                     |                     |                     |           |    |                     |                     |                     |  |  |                   |                   |  |
|  | Santander               | 0                       | Vizcaya                 | 4         |    |                     |                     |                     |           |    |                     |                     |                     |  |  |                   |                   |  |
|  | Santander               | 0                       |                         |           |    |                     |                     |                     |           |    |                     |                     |                     |  |  |                   |                   |  |
|  | Vizcaya                 | 26                      |                         |           |    |                     |                     |                     |           |    |                     |                     |                     |  |  |                   |                   |  |
|  | Vizcaya                 | 26                      |                         |           |    |                     |                     |                     | Barcelona | 33 |                     |                     |                     |  |  |                   |                   |  |
|  |                         |                         |                         |           |    |                     |                     |                     | Barcelona | 33 |                     |                     |                     |  |  |                   |                   |  |
|  |                         |                         | Guipúzcoa               | 4         |    |                     |                     |                     |           |    |                     |                     |                     |  |  |                   |                   |  |
|  |                         |                         | Guipúzcoa               | 4         |    |                     |                     |                     |           |    |                     |                     |                     |  |  |                   |                   |  |
|  |                         |                         |                         |           |    |                     |                     |                     |           |    |                     |                     |                     |  |  |                   |                   |  |
|  |                         |                         |                         |           |    |                     |                     |                     |           |    |                     |                     |                     |  |  |                   |                   |  |
|  |                         | Guipúzcoa               |                         |           |    |                     |                     |                     |           |    |                     |                     |                     |  |  |                   |                   |  |
|  |                         |                         |                         |           |    |                     |                     |                     |           |    |                     |                     |                     |  |  |                   |                   |  |
|  |                         |                         | Subcampeón 1979         |           |    |                     |                     |                     |           |    |                     |                     |                     |  |  |                   |                   |  |
|  |                         |                         |                         |           |    |                     |                     |                     |           |    |                     |                     |                     |  |  |                   |                   |  |
|  |                         |                         |                         |           |    |                     |                     |                     |           |    |                     |                     |                     |  |  |                   |                   |  |
|  |                         |                         |                         |           |    |                     |                     |                     |           |    |                     |                     |                     |  |  |                   |                   |  |
|  |                         |                         |                         |           |    |                     |                     |                     |           |    |                     | Barcelona           | 10                  |  |  |                   |                   |  |
|  |                         |                         |                         |           |    |                     |                     |                     |           |    |                     |                     |                     |  |  |                   |                   |  |
|  |                         |                         | Valladolid              | 20        |    |                     |                     |                     |           |    |                     |                     |                     |  |  |                   |                   |  |
|  |                         |                         | Valladolid              | 20        |    |                     |                     |                     |           |    |                     |                     |                     |  |  |                   |                   |  |
|  |                         |                         |                         |           |    |                     |                     |                     |           |    |                     |                     |                     |  |  |                   |                   |  |
|  |                         |                         |                         |           |    |                     |                     |                     |           |    |                     |                     |                     |  |  |                   |                   |  |
|  |                         | Campeón 1979            |                         |           |    |                     |                     |                     |           |    |                     |                     |                     |  |  |                   |                   |  |
|  |                         |                         |                         |           |    |                     |                     |                     |           |    |                     |                     |                     |  |  |                   |                   |  |
|  |                         |                         | Madrid                  |           |    |                     |                     |                     |           |    |                     |                     |                     |  |  |                   |                   |  |
|  |                         |                         |                         |           |    |                     |                     |                     |           |    |                     |                     |                     |  |  |                   |                   |  |
|  |                         |                         |                         |           |    |                     |                     |                     |           |    |                     |                     |                     |  |  |                   |                   |  |
|  |                         |                         |                         |           |    |                     |                     |                     |           |    |                     |                     |                     |  |  |                   |                   |  |
|  |                         |                         |                         |           |    |                     | Madrid              | 13                  |           |    |                     |                     |                     |  |  |                   |                   |  |
|  |                         |                         |                         |           |    |                     |                     |                     |           |    |                     |                     |                     |  |  |                   |                   |  |
|  |                         |                         | Valladolid              | 23        |    |                     |                     |                     |           |    |                     |                     |                     |  |  |                   |                   |  |
|  | Granada                 | 18                      | Valladolid              | 23        |    |                     |                     |                     |           |    |                     |                     |                     |  |  |                   |                   |  |
|  | Granada                 | 18                      |                         |           |    |                     |                     |                     |           |    |                     |                     |                     |  |  |                   |                   |  |
|  | Sevilla                 | 26                      |                         |           |    |                     |                     |                     |           |    |                     |                     |                     |  |  |                   |                   |  |
|  | Sevilla                 | 26                      |                         | Sevilla   | 3  |                     |                     |                     |           |    |                     |                     |                     |  |  |                   |                   |  |
|  |                         |                         |                         | Sevilla   | 3  |                     |                     |                     |           |    |                     |                     |                     |  |  |                   |                   |  |
|  |                         |                         | Valladolid              | 46        |    |                     |                     |                     |           |    |                     |                     |                     |  |  |                   |                   |  |
|  | Asturias                | 0                       | Valladolid              | 46        |    |                     |                     |                     |           |    |                     |                     |                     |  |  |                   |                   |  |
|  | Asturias                | 0                       |                         |           |    |                     |                     |                     |           |    |                     |                     |                     |  |  |                   |                   |  |
|  | Valladolid              | 44                      |                         |           |    |                     |                     |                     |           |    |                     |                     |                     |  |  |                   |                   |  |
|  | Valladolid              | 44                      |                         |           |    |                     |                     |                     |           |    |                     |                     |                     |  |  |                   |                   |  |
|  |                         |                         |                         |           |    |                     |                     |                     |           |    |                     |                     |                     |  |  |                   |                   |  |

| Campeón Valladolid |
| 1er título         |

#### Cadete
Fase Previa, 11 de enero de 1981
| Local     | Resultado | Visitante |
| --------- | --------- | --------- |
| Santander | 3-8       | León      |
| Álava     | 0-28      | Burgos    |

| Sector Madrid | Sector Madrid | Sector Madrid | Sector Madrid | Sector Madrid | Sector Tarazona | Sector Tarazona | Sector Tarazona | Sector Tarazona | Sector Tarazona | Sector Bilbao | Sector Bilbao | Sector Bilbao | Sector Bilbao | Sector Bilbao |
| Partidos      | Partidos      | Partidos      | Clasificación | Clasificación | Partidos        | Partidos        | Partidos        | Clasificación   | Clasificación   | Partidos      | Partidos      | Partidos      | Clasificación | Clasificación |
| ------------- | ------------- | ------------- | ------------- | ------------- | --------------- | --------------- | --------------- | --------------- | --------------- | ------------- | ------------- | ------------- | ------------- | ------------- |
| Granada       | Valladolid    | 3-26          | 1º            | Madrid        | Zaragoza        | Valencia        | 12-10           | 1º              | Zaragoza        | Vizcaya       | Burgos        | 34-0          | 1º            | Burgos        |
| Sevilla       | Madrid        | 4-32          | 2º            | Valladolid    | Barcelona       | León            | 22-6            | 2º              | Barcelona       | Asturias      | Guipúzcoa     | 18-10         | 2º            | Asturias      |
| Granada       | Sevilla       | 3-0           | 3º            | Granada       | Valencia        | León            | 4-14            | 3º              | León            | Guipúzcoa     | Vizcaya       | 28-14         | 3º            | Guipúzcoa     |
| Madrid        | Valladolid    | 8-6           | 4º            | Sevilla       | Zaragoza        | Barcelona       | 6-3             | 4º              | Valencia        | Asturias      | Burgos        | 4-8           | 4º            | Vizcaya       |

Fase Final. Madrid 1 de febrero de 1981
| Local    | Resultado | Visitante |
| -------- | --------- | --------- |
| Madrid   | 39-0      | Burgos    |
| Zaragoza | 22-8      | Burgos    |
| Zaragoza | 10-24     | Madrid    |

| Campeón Madrid |
| 2º título      |

## Campeonatos Regionales

### Federaciones Nordeste

#### Federación Catalana de Rugby
Sede: Av. Diagonal,12. Esplugas de Llobregat (Barcelona)

19 clubes adscritos en 1 división senior, 1 juvenil, 2 cadete

En Liga Nacional: 6 clubes en 1ªD, 7 clubes en 2ªD
| Local \ Visitante      | BON   | ESP   | MON   | NAT   | NPN   | SAN   | UNI   | VET   |
| ---------------------- | ----- | ----- | ----- | ----- | ----- | ----- | ----- | ----- |
| BONANOVA R.C.          | —     | 10–18 | 7–50  | 12–24 | 8–9   | 4–52  | 9–24  | 14–16 |
| RCD ESPAÑOL            | 6–0   | —     | 10–28 | 52–7  | 0–27  | 10–23 | 11–4  | 6–32  |
| C.N. MONTJUÏC          | 30–6  | 38–7  | —     | 59–0  | 12–22 | 3–6   | 37–7  | 37–11 |
| C. NATACIÓ Barcelona B | 6–10  | 3–4   | 0–26  | —     | 0–12  | 0–21  | 3–35  | 0–23  |
| C.N. PUEBLO NUEVO      | 26–7  | 72–4  | 12–14 | 30–9  | —     | 20–0  | 23–23 | 8–4   |
| U.E. SANTBOIANA B      | 0–12  | 12–3  | 3–15  | 32–0  | 0–10  | —     | 8–9   | 8–4   |
| CD UNIVERSITARIO       | 21–8  | 13–0  | 6–10  | 27–6  | 8–12  | 25–13 | —     | 12–4  |
| C.D. VETERINARIA       | 28–12 | 9–10  | 4–17  | 30–0  | 15–20 | 10–6  | 3–6   | —     |

|     |                              |     |    |   |    |     |     |     |  |  |  |  |  |  |  |  |  |  |
| Pos | Equipo                       | Jug | V  | E | D  | PF  | PC  | Pts |  |  |  |  |  |  |  |  |  |  |
| 1º  | Club Natación Pueblo Nuevo   | 14  | 12 | 1 | 1  | 294 | 114 | 39  |  |  |  |  |  |  |  |  |  |  |
| 2º  | Club Natació Montjuïc        | 14  | 12 | 0 | 2  | 376 | 101 | 38  |  |  |  |  |  |  |  |  |  |  |
| 3º  | Club Deportivo Universitario | 14  | 9  | 1 | 4  | 219 | 147 | 33  |  |  |  |  |  |  |  |  |  |  |
| 4º  | Unió Esportiva Santboiana B  | 14  | 7  | 0 | 7  | 184 | 125 | 28  |  |  |  |  |  |  |  |  |  |  |
| 5º  | C.D. Veterinaria Zaragoza    | 14  | 6  | 0 | 8  | 193 | 153 | 26  |  |  |  |  |  |  |  |  |  |  |
| 6º  | Real Club Deportivo Español  | 14  | 6  | 0 | 8  | 141 | 193 | 26  |  |  |  |  |  |  |  |  |  |  |
| 7º  | Bonanova Rugby Club          | 14  | 2  | 0 | 11 | 141 | 310 | 18  |  |  |  |  |  |  |  |  |  |  |
| 8º  | Club Natación Barcelona B    | 14  | 1  | 0 | 13 | 108 | 286 | 16  |  |  |  |  |  |  |  |  |  |  |

| 1º Categoría | 1º Categoría                   | Junior | Junior                       | Cadetes | Cadetes                     | Copa   | Copa                       |
| ------------ | ------------------------------ | ------ | ---------------------------- | ------- | --------------------------- | ------ | -------------------------- |
| 1º           | Unió Esportiva Santboiana C    | 1º     | Unió Esportiva Santboiana    | 1º      | Rugby Club Cornellà         | 1º     | Rugby Club Cornellà        |
| 2º           | Rugby Club Cornellá B          | 2º     | Barcelona Unión Club (BUC)   | 2º      | Club Natación Barcelona     | 2º     | Unió Esportiva Santboiana  |
| 3º           | VPC Rugby Andorra              | 3º     | Futbol Club Barcelona        | 3º      | Unió Esportiva Santboiana   | Semi   | Futbol Club Barcelona      |
| 4º           | CRA Cassá                      | 4º     | Rugby Club Cornellà          | 4º      | Unió Esportiva Bellvitge    | Semi   | Barcelona Unión Club (BUC) |
| 5º           | Futbol Club Barcelona B        | 5º     | Real Club Deportivo Español  | 5º      | Club Natació Montjuïc       | Cuart. | Club Natación Barcelona    |
| 6º           | Unió Esportiva Bellvitge       | 6º     | G.E.i.E.G.-Gerona            | 6º      | Futbol Club Barcelona       | Cuart. | Club Natación Pueblo Nuevo |
| 7º           | Club Natació Montjuïc B        | 7º     | Unió Esportiva Bellvitge     | 7º      | Club Esportiu Universitari  | Cuart. | Club Esportiu Universitari |
| 8º           | Rugby Club Badalona            | 8º     | Club Natación Barcelona      | 8º      | G.E.i.E.G.-Gerona           | Cuart. | G.E.i.E.G.-Gerona          |
| 9º           | Reus Deportivo                 | 9º     | VPC Rugby Andorra            | 9º      | Rugby Sant Boi              |        |                            |
| 10º          | Club Deportivo Universitario B | 10º    | Club Natación Montjuich      | 10º     | Real Club Deportivo Español |        |                            |
| 11º          | Barcelona Unión Club (BUC) B   | 11º    | Club Natación Pueblo Nuevo   | 11º     | Reus Deportivo              |        |                            |
| 12º          | Club Natació Barcelona C       | 12º    | Bonanova Rugby Club          | 12º     | Bonanova Rugby Club         |        |                            |
| 13º          | Club Natación Pueblo Nuevo B   | 13º    | Club Deportivo Universitario | 13º     | Club Natación Pueblo Nuevo  |        |                            |
|              |                                | 14º    | Rugby Club Badalona          |         |                             |        |                            |

#### Federación Aragonesa
Fundación: 1957

Sede: c/ Alfonso I -16, Zaragoza

8 clubs en 1 campeonato senior, 1 cadete 

En Liga Nacional: 1 club en 2ªD

| Senior | Senior                   |
| ------ | ------------------------ |
| 1º     | Armas Club de Rugby      |
| 2º     | Col. Dominicos Zaragoza  |
| 3º     | Ejea Rugby Club          |
| 4º     | CD Veterinaria B         |
| 5º     | Seminario Tarazona       |
| 6º     | Villamayor Club de Rugby |
| 7º     | Atlético Armas           |
| 8º     | Aragón Rugby Club        |

### Federaciones del Norte

#### Federación Guipúzcoa
Fundación: 1961

Sede: c/ Prim-28, San Sebastián

12 clubes en 1 división sénior, 1 juvenil y 1 cadete

En Liga Nacional: 5 clubes en 1ªD, 4 clubes en 2ªD

#### Federación de Vizcaya
Fundación: 1946 (Refundación 1971)

Sede:José Mª Escuza-16, Bilbao

11 clubes en 1 división sénior, 1 juvenil y 1 cadete

En Liga Nacional: 2 clubes en 1ªD, 3 clubes en 2ªD

##### Delegación de Álava
Fundación: 1977

Sede:Ramiro de Maeztu-4, Vitoria

7 clubes (inscripción anexa a Vizcaya)

En Liga Nacional: 1 club en 2ªD

#### Ligas Vascas
| Local \ Visitante    | GAZ   | GER   | GTX   | HER   | NAV  | ORD   | SAR  | ZAR   |
| -------------------- | ----- | ----- | ----- | ----- | ---- | ----- | ---- | ----- |
| GAZTEDI R.T.         | —     | 0–38  | 16–18 | 4–24  | 24–0 | 4–16  | 20–6 | 43–0  |
| GERNIKA Rugby Taldea | 22–10 | —     | 34–10 | 0–7   | 54–0 | 7–10  | 36–0 | 26–0  |
| GETXO R.T. B         | 32–6  | 22–4  | —     | 21–3  | 10–4 | 7–41  | 9–12 | 42–4  |
| HERNANI R.C. B       | 32–15 | 12–11 | 27–23 | —     | 38–0 | 11–10 | 36–0 | 20–0  |
| C.R.U.N.             | 13–10 | 10–3  | 20–0  | 4–4   | —    | 13–13 | 24–4 | 26–0  |
| ORDIZIA R.T.         | 21–0  | 12–10 | 32–10 | 10–26 | 28–3 | —     | 36–0 | 36–12 |
| SARRIKO R.T.         | 12–14 | 3–24  | 0–3   | 12–3  | 17–0 | 12–22 | —    | 7–16  |
| C.D. ZARAUTZ         | 22–8  | 0–64  | 21–0  | 0–12  | 4–11 | 0–36  | 6–21 | —     |

|     |                                    |     |    |   |    |     |     |     |  |  |  |  |  |  |  |  |  |  |
| Pos | Equipo                             | Jug | V  | E | D  | PF  | PC  | Pts |  |  |  |  |  |  |  |  |  |  |
| 1º  | Hernani Club de Rugby B            | 14  | 11 | 1 | 2  | 255 | 120 | 37  |  |  |  |  |  |  |  |  |  |  |
| 2º  | Ordizia Rugby Elkartea             | 14  | 11 | 1 | 2  | 313 | 115 | 37  |  |  |  |  |  |  |  |  |  |  |
| 3º  | Gernika Rugby Taldea               | 14  | 8  | 0 | 6  | 337 | 96  | 30  |  |  |  |  |  |  |  |  |  |  |
| 4º  | C.R. Universidad de Navarra (CRUN) | 14  | 6  | 2 | 6  | 124 | 199 | 28  |  |  |  |  |  |  |  |  |  |  |
| 5º  | Getxo Rugby Taldea B               | 14  | 7  | 0 | 7  | 204 | 224 | 28  |  |  |  |  |  |  |  |  |  |  |
| 6º  | Gaztedi Rugby Taldea               | 14  | 4  | 0 | 10 | 174 | 266 | 22  |  |  |  |  |  |  |  |  |  |  |
| 7º  | Sarriko Rugby Taldea               | 14  | 4  | 0 | 10 | 102 | 249 | 22  |  |  |  |  |  |  |  |  |  |  |
| 8º  | Club Deportivo Zarautz             | 14  | 3  | 0 | 11 | 85  | 358 | 20  |  |  |  |  |  |  |  |  |  |  |

| Guipúzcoa-Navarra | Guipúzcoa-Navarra        | Guipúzcoa Juvenil | Guipúzcoa Juvenil            | Vizcaya 1ª    | Vizcaya 1ª                 | Vizcaya Juvenil | Vizcaya Juvenil         | Vizcaya Cadete | Vizcaya Cadete            |
| ----------------- | ------------------------ | ----------------- | ---------------------------- | ------------- | -------------------------- | --------------- | ----------------------- | -------------- | ------------------------- |
| 1º                | Rugby Club Irún B        | 1º                | Club Atlético San Sebastián  | 1º            | Mungia Rugby Taldea        | 1º              | Getxo Rugby Taldea      | 1º             | Gernika Rugby Taldea A    |
| 2º                | Eibar Rugby Taldea       | 2º                | Hernani Club de Rugby        | 2º            | Kakarraldo Rugby Taldea    | 2º              | Gernika Rugby Taldea    | 2º             | Getxo Rugby Taldea A      |
| 3º                | Salleko Rugby Taldea     | 3º                | Ordizia Rugby Elkartea       | 3º            | Universitario B            | 3º              | Kakarraldo Rugby Taldea | 3º             | Algorta (Getxo B)         |
| 4º                | Zaharrean Rugby Taldea B | 4º                | Ximénez de Rada              | 4º            | Baracaldo Rugby Club       | 4º              | Bilbao Rugby Club       | 4º             | Kakarraldo Rugby Taldea A |
| 5º                | C.R.U.N. B               | 5º                | Rugby Club Irún              | 5º            | Urduliz Rugby Taldea       | 5º              | C.D. Universitario      | Cadete B       | Cadete B                  |
|                   |                          | 6º                | Juventud Deportiva Mondragón | 6º            | Bilbo Zaharra Rugby Taldea | 6º              | Basauriko Rugby Taldea  | 1º             | Getxo Rugby Taldea C      |
|                   |                          |                   |                              | Vizcaya-Álava | Vizcaya-Álava              | 7º              | Mungia Rugby Taldea     | 2º             | Getxo Rugby Taldea D      |
|                   |                          | Guipúzcoa Cadete  | Guipúzcoa Cadete             | 1º            | Kirrinka Rugby Taldea      | 8º              | Sarriko Rugby Taldea    | 3º             | Gernika Rugby Taldea B    |
|                   |                          | 1º                | Club Atlético San Sebastián  | 2º            | Basauriko Rugby Taldea     |                 |                         | 4º             | Gaminiz (Kakarraldo B)    |
|                   |                          | 2º                | Ordiziako Rugby Taldea       | 3º            | Bilbao Rugby Club B        |                 |                         | 5º             | Kakarraldo Rugby Taldea C |
|                   |                          | 3º                | Hernani Club de Rugby        | 4º            | Abance Rugby Taldea        |                 |                         | 6º             | Urduliz Rugby Taldea      |
|                   |                          | 4º                | Club Deportivo Zarautz       | 5º            | Gaztedi Rugby Taldea B     |                 |                         | 7º             | Lauro (CD Universitario)  |

#### Federación Asturiana
Fundación: 1964

Sede: c/ Dindurra-20, Casa del Deporte, Gijón

16 clubs en 1 división juvenil y 1 cadete

En Liga Nacional: 7 clubes en 2ªD

#### Federación Cántabra
Fundación: 1941 (Ref. 1971)

Sede: c/ San Fernando-48, Santander

4 clubes, 1 liga juvenil y 1 cadete
 
En Liga Nacional: 3 clubes en 1ªD

#### Ligas Norte
|     |                          |     |   |   |   |     |     |     |  |  |  |  |  |  |  |  |  |  |
| Pos | Equipo                   | Jug | V | E | D | PF  | PC  | Pts |  |  |  |  |  |  |  |  |  |  |
| 1º  | Independiente Rugby Club | 4   | 4 | 0 | 0 | 239 | 6   | 12  |  |  |  |  |  |  |  |  |  |  |
| 2º  | Cantabria Rugby Club     | 4   | 2 | 0 | 2 | 58  | 135 | 8   |  |  |  |  |  |  |  |  |  |  |
| 3º  | Estudiantes Santander    | 4   | 0 | 0 | 4 | 18  | 174 | 4   |  |  |  |  |  |  |  |  |  |  |

|     |                             |     |   |   |   |     |     |     |  |  |  |  |  |  |  |  |  |  |
| Pos | Equipo                      | Jug | V | E | D | PF  | PC  | Pts |  |  |  |  |  |  |  |  |  |  |
| 1º  | Real Sporting de Gijón      | 6   | 6 | 0 | 0 | 170 | 32  | 18  |  |  |  |  |  |  |  |  |  |  |
| 2º  | Club Náutico Carreño Candas | 6   | 4 | 0 | 2 | 113 | 59  | 14  |  |  |  |  |  |  |  |  |  |  |
| 3º  | Andecha Rugby Club          | 6   | 2 | 0 | 4 | 68  | 117 | 10  |  |  |  |  |  |  |  |  |  |  |

|     |                               |     |   |   |   |     |     |     |  |  |  |  |  |  |  |  |  |  |
| Pos | Equipo                        | Jug | V | E | D | PF  | PC  | Pts |  |  |  |  |  |  |  |  |  |  |
| 1º  | CAU Oviedo                    | 6   | 6 | 0 | 0 | 197 | 12  | 16  |  |  |  |  |  |  |  |  |  |  |
| 2º  | CD Económicas Oviedo          | 6   | 4 | 0 | 2 | 88  | 39  | 14  |  |  |  |  |  |  |  |  |  |  |
| 3º  | Asociación Atlética Avilesina | 6   | 1 | 0 | 5 | 12  | 131 | 8   |  |  |  |  |  |  |  |  |  |  |
| 4º  | Castrillón Rugby Club         | 6   | 1 | 0 | 5 | 6   | 144 | 8   |  |  |  |  |  |  |  |  |  |  |

| Local \ Visitante      | CAR   | CAU  | CNT  | ECO   | IND   | SPG  |
| ---------------------- | ----- | ---- | ---- | ----- | ----- | ---- |
| C.N. CARREÑO           | —     | 0–19 | 28–0 | 0–4   | 13–4  | 3–0  |
| CAU Oviedo             | 32–0  | —    | 70–0 | 16–6  | 39–0  | 7–9  |
| CANTABRIA R.C.         | 3–12  | 0–14 | —    | 14–12 | 4–34  | 4–26 |
| CD ECONÓMICAS Oviedo   | 6–16  | 6–10 | 18–4 | —     | 10–14 | 0–6  |
| INDEPENDIENTE R.C. B   | 19–10 | 12–6 | 30–0 | 18–0  | —     | 19–4 |
| Real SPORTING de Gijón | 24–0  | 12–6 | 82–6 | 15–4  | 6–8   | —    |

|     |                             |     |   |   |   |     |     |     |  |  |  |  |  |  |  |  |  |  |
| Pos | Equipo                      | Jug | V | E | D | PF  | PC  | Pts |  |  |  |  |  |  |  |  |  |  |
| 1º  | Independiente Rugby Club    | 10  | 8 | 0 | 2 | 158 | 82  | 26  |  |  |  |  |  |  |  |  |  |  |
| 2º  | Real Sporting de Gijón      | 10  | 7 | 0 | 3 | 184 | 47  | 24  |  |  |  |  |  |  |  |  |  |  |
| 3º  | CAU Oviedo                  | 10  | 7 | 0 | 3 | 219 | 45  | 24  |  |  |  |  |  |  |  |  |  |  |
| 4º  | Club Náutico Carreño Candas | 10  | 5 | 0 | 5 | 82  | 111 | 20  |  |  |  |  |  |  |  |  |  |  |
| 5º  | CD Económicas Oviedo        | 10  | 2 | 0 | 8 | 66  | 113 | 14  |  |  |  |  |  |  |  |  |  |  |
| 6º  | Cantabria Rugby Club        | 10  | 1 | 0 | 9 | 35  | 326 | 12  |  |  |  |  |  |  |  |  |  |  |

| 2ª Div. Grupo B | 2ª Div. Grupo B               | Asturias Juvenil | Asturias Juvenil              | Asturias Cadete | Asturias Cadete          | Cantabria Juvenil | Cantabria Juvenil        | Cantabria Cadete | Cantabria Cadete         |
| --------------- | ----------------------------- | ---------------- | ----------------------------- | --------------- | ------------------------ | ----------------- | ------------------------ | ---------------- | ------------------------ |
| 1º              | Estudiantes Rugby Club        | 1º               | CAU Laboral                   | 1º              | Jovellanos Club de Rugby | 1º                | Estudiantes Rugby Club   | 1º               | Estudiantes Rugby Club   |
| 2º              | Asociación Atlética Avilesina | 2º               | Jovellanos Club de Rugby      | 2º              | Fundación Revillagigedo  | 2º                | Independiente Rugby Club | 2º               | Independiente Rugby Club |
| 3º              | Andecha Rugby Club            | 3º               | CAU Oviedo                    | 3º              | Santo Domingo Rugby      | 3º                | Cantabria Rugby Club     | 3º               | Albericia Rugby Club     |
| 4º              | Castrillón Club de Rugby      | 4º               | Loyola Rugby Club             | 4º              | Loyola Rugby Club        | 4º                | Flandes Rugby Club       | 4º               | Cantabria Rugby Club     |
| 5º              | Flandes Rugby Club            | 5º               | Económicas Club de Rugby      | 5º              | CAU Laboral              | 5º                | I.N.B. Barrio Pesquero   | 5º               | I.N.B. Barrio Pesquero   |
|                 |                               | 6º               | La Calzada Rugby Club         | 6º              | Castrillón Club de Rugby |                   |                          |                  |                          |
|                 |                               | 7º               | Asociación Atlética Avilesina | 7º              | EMI Gijón                |                   |                          |                  |                          |
|                 |                               | 8º               | Club Náutico Carreño Candas   |                 |                          |                   |                          |                  |                          |
|                 |                               | 9º               | Castrillón Club de Rugby      |                 |                          |                   |                          |                  |                          |

### Federación Castellana de Rugby

#### Federación de Madrid
Sede: c/ Covarrubias-17, Madrid

19 clubes adscritos en 1 división senior, 1 juvenil, 1 cadete y 1 infantil

En Liga Nacional: 6 clubes en 1ªD, 8 clubes en 2ªD

| Local \ Visitante       | ACA   | ARQ   | CAU   | CIS | FIL   | KAR   | OLI   | PIL   |
| ----------------------- | ----- | ----- | ----- | --- | ----- | ----- | ----- | ----- |
| CD ACANTOS              | —     | 17–17 | 48–0  | *   | 11–4  | 36–18 | 4–19  | 41–16 |
| CD ARQUITECTURA B       | 11–6  | —     | 49–0  | *   | 21–0  | 28–20 | 14–16 | 30–10 |
| CAU Madrid B            | 4–52  | 12–65 | —     | *   | 10–20 | 0–26  | 3–28  | 16–14 |
| C. M. CISNEROS B        | *     | *     | *     | —   | *     | *     | *     | *     |
| C.D. FILOSOFÍA y Letras | 6–16  | 10–18 | 39–3  | *   | —     | 11–15 | 3–32  | 10–23 |
| Club de Rugby KARMEN    | 22–19 | 21–13 | 12–14 | *   | 14–12 | —     | 14–37 | 51–0  |
| OLÍMPICO Pozuelo R.C.   | 9–15  | 19–16 | 42–0  | *   | 29–6  | 27–0  | —     | 52–0  |
| Sta. Mª del PILAR       | 0–13  | 13–57 | 19–12 | *   | 21–14 | 0–36  | 6–60  | —     |

|     |                             |                                         |                                         |                                         |                                         |                                         |                                         |                                         |  |  |  |  |  |  |  |  |  |  |
| Pos | Equipo                      | Jug                                     | V                                       | E                                       | D                                       | PF                                      | PC                                      | Pts                                     |  |  |  |  |  |  |  |  |  |  |
| 1º  | Olímpico Pozuelo Rugby Club | 12                                      | 11                                      | 0                                       | 1                                       | 371                                     | 77                                      | 34                                      |  |  |  |  |  |  |  |  |  |  |
| 2º  | CD Arquitectura B           | 12                                      | 8                                       | 1                                       | 3                                       | 326                                     | 142                                     | 29                                      |  |  |  |  |  |  |  |  |  |  |
| 3º  | Club Deportivo Acantos      | 12                                      | 8                                       | 1                                       | 3                                       | 278                                     | 136                                     | 29                                      |  |  |  |  |  |  |  |  |  |  |
| 4º  | Club de Rugby Karmen        | 12                                      | 7                                       | 0                                       | 5                                       | 249                                     | 197                                     | 26                                      |  |  |  |  |  |  |  |  |  |  |
| 5º  | Santa María del Pilar       | 12                                      | 3                                       | 0                                       | 9                                       | 121                                     | 402                                     | 18                                      |  |  |  |  |  |  |  |  |  |  |
| 6º  | C.D. Filosofía y Letras     | 12                                      | 2                                       | 0                                       | 10                                      | 135                                     | 213                                     | 16                                      |  |  |  |  |  |  |  |  |  |  |
| 7º  | CAU Madrid Rugby Club B     | 12                                      | 2                                       | 0                                       | 10                                      | 74                                      | 414                                     | 16                                      |  |  |  |  |  |  |  |  |  |  |
| 8º  | Colegio Mayor Cisneros B    | Descalificado por doble incomparecencia | Descalificado por doble incomparecencia | Descalificado por doble incomparecencia | Descalificado por doble incomparecencia | Descalificado por doble incomparecencia | Descalificado por doble incomparecencia | Descalificado por doble incomparecencia |  |  |  |  |  |  |  |  |  |  |

| Sénior | Sénior                        | Juvenil | Juvenil                      | Cadete | Cadete                        |
| ------ | ----------------------------- | ------- | ---------------------------- | ------ | ----------------------------- |
| 1º     | Club Español Urogallos (CEU)  | 1º      | Olímpico Pozuelo Rugby Club  | 1º     | Olímpico Pozuelo Rugby Club   |
| 2º     | AD Ingenieros Industriales    | 2º      | Club Deportivo Arquitectura  | 2º     | Club Deportivo Arquitectura   |
| 3º     | CAU Madrid Rugby Club C       | 3º      | Club Español Urogallos (CEU) | 3º     | Canoe Natación Club           |
| 4º     | Olímpico Pozuelo Rugby Club B | 4º      | Teca Rugby Club              | 4º     | C.D. Filosofía y Letras       |
| 5º     | Canoe Natación Club B         | 5º      | Canoe Natación Club          | 5º     | Teca Rugby Club               |
| 6º     | Teca Rugby Club B             | 6º      | AD Ingenieros Industriales   | 6º     | CAU Madrid Rugby Club         |
| 7º     | Rugby Club Geológicas         | 7º      | CAU Madrid Rugby Club        | 7º     | Club de Rugby Chamartín       |
| 8º     | Club de Rugby Karmen B        | 8º      | Club de Rugby Karmen         | 8º     | Club de Rugby Karmen          |
| 9º     | C.D. Filosofía y Letras B     | 9º      | Liceo Francés                | 9º     | Liceo Francés                 |
| 10º    | Club Deportivo Acantos B      | 10º     | Santa María del Pilar        | 10º    | Santa María del Pilar         |
| 11º    | Club Deportivo I.N.E.F.       | 11º     | Colegio Mayor Cisneros       | 11º    | Twickenham Club               |
| 12º    | La Salle Rugby Club           | 12º     | C.D. Filosofía y Letras      | 12º    | Club Español Urogallos (CEU)  |
| 13º    | Club Deportivo San Pablo      |         |                              | 13º    | Escuelas Pías de San Fernando |

#### Federación Provincial de Valladolid
Sede: c/ Dos de Mayo-4, Valladolid

12 clubs adscritos en 1 división juvenil, 1 cadete y torneos infantiles y  alevines

En Liga Nacional: 2 clubes en 1ªD y 5 clubes en 2ªD

#### Federación Provincial de León
Sede: Av. de la Facultad-3, León

3 clubs 

En Liga Nacional: 2 club en 2ªD

#### Delegación Provincial de Burgos
Sede: c/ San Juan-22, Burgos

3 clubs 

En Liga Nacional: 1 club en 2ªD

| Local \ Visitante      | APA   | CDU   | LEO   | LOU   | SAL   | SGP   | SJO  | VET |
| ---------------------- | ----- | ----- | ----- | ----- | ----- | ----- | ---- | --- |
| CD APAREJADORES Burgos | —     | 20–3  | 30–12 | 12–0  | 10–30 | 0–12  | 0–37 | *   |
| CDU-Valladolid B       | 34–0  | —     | 18–4  | 11–21 | 6–30  | 4–10  | 7–39 | *   |
| LEÓN Rugby Club        | 26–13 | 17–20 | —     | 12–12 | 3–41  | 10–14 | 0–36 | *   |
| CD LOURDES B           | 10–6  | 10–42 | 12–21 | —     | 4–26  | 4–30  | 4–25 | *   |
| El SALVADOR            | 22–0  | 18–3  | 32–10 | 20–0  | —     | 4–12  | 4–12 | *   |
| Sargento PEPPER'S      | 34–6  | 52–6  | 66–0  | 56–0  | 15–9  | —     | 4–13 | *   |
| SAN JOSÉ Valladolid    | 65–0  | 29–6  | 6–0   | 30–10 | 11–24 | 11–0  | —    | *   |
| CD VETERINARIA León    | *     | *     | *     | *     | *     | *     |      | —   |

|     |                             |                                         |                                         |                                         |                                         |                                         |                                         |                                         |  |  |  |  |  |  |  |  |  |  |
| Pos | Equipo                      | Jug                                     | V                                       | E                                       | D                                       | PF                                      | PC                                      | Pts                                     |  |  |  |  |  |  |  |  |  |  |
| 1º  | Club Deportivo San José     | 12                                      | 11                                      | 0                                       | 1                                       | 314                                     | 59                                      | 34                                      |  |  |  |  |  |  |  |  |  |  |
| 2º  | Sargento Pepper's Salamanca | 12                                      | 10                                      | 0                                       | 2                                       | 307                                     | 67                                      | 32                                      |  |  |  |  |  |  |  |  |  |  |
| 3º  | El Salvador                 | 12                                      | 9                                       | 0                                       | 3                                       | 262                                     | 86                                      | 30                                      |  |  |  |  |  |  |  |  |  |  |
| 4º  | CDU-Valladolid B            | 12                                      | 4                                       | 0                                       | 8                                       | 160                                     | 250                                     | 20                                      |  |  |  |  |  |  |  |  |  |  |
| 5º  | Club Deportivo Lourdes B    | 12                                      | 2                                       | 1                                       | 9                                       | 86                                      | 291                                     | 17                                      |  |  |  |  |  |  |  |  |  |  |
| 6º  | León Rugby Club             | 12                                      | 2                                       | 1                                       | 9                                       | 125                                     | 300                                     | 17                                      |  |  |  |  |  |  |  |  |  |  |
| 7º  | CD Aparejadores Burgos      | 12                                      | 3                                       | 0                                       | 9                                       | 97                                      | 285                                     | 18                                      |  |  |  |  |  |  |  |  |  |  |
| 8º  | CD Veterinaria de León      | Descalificado por doble incomparecencia | Descalificado por doble incomparecencia | Descalificado por doble incomparecencia | Descalificado por doble incomparecencia | Descalificado por doble incomparecencia | Descalificado por doble incomparecencia | Descalificado por doble incomparecencia |  |  |  |  |  |  |  |  |  |  |

| Juvenil | Juvenil             | Cadete | Cadete                      |
| ------- | ------------------- | ------ | --------------------------- |
| 1º      | Colegio El Salvador | 1º     | Colegio El Salvador         |
| 2º      | Colegio Lourdes     | 2º     | Colegio Lourdes             |
| 3º      | CDU-Valladolid      | 3º     | Club Rugby San José         |
| 4º      | Club Rugby San José | 4º     | Ins. Politécnico Cristo Rey |
| 5º      | Colegio Lourdes B   | 5º     | Colegio San Agustín Rugby   |
|         |                     | 6º     | Colegio San Juan de Ávila   |

### Federaciones Levante

#### Federación Valenciana
Fundación: 1931

Sede: c/ Lauría-18, Valencia

14 clubs en 1 división sénior, 1 juvenil, 1 cadete

En Liga Nacional: 2 clubes en 1ªD y 8 clubes en 2ªD

##### Delegación Provincial Alicante
Sede: Avda. Padre Vendrell 1, Alicante

10 clubs en liga de Valencia

En Liga Nacional: 6 clubes en 2ªD

| Local \ Visitante  | CAU  | CUL   | MON | SRO   | TAB   | TAT   | VAL   | XEV   |
| ------------------ | ---- | ----- | --- | ----- | ----- | ----- | ----- | ----- |
| CAU Rugby Valencia | —    | 12–11 | *   | 0–15  | 4–19  | 6–47  | 19–6  | 16–4  |
| CULLERA R.C.       | 10–8 | —     | *   | 0–6   | 15–10 | 4–15  | 20–15 | 4–16  |
| MONCADA Rugby Club | *    | *     | —   | *     | *     | *     | *     | *     |
| C.R. SAN ROQUE     | 29–3 | p-p   | *   | —     | 29–3  | 29–10 | 38–0  | 23–0  |
| TABERNES R.C.      | 8–13 | 7–9   | *   | 14–13 | —     | 19–40 | 16–10 | 14–19 |
| TATAMI R.C.        | 9–12 | 20–9  | *   | 6–16  | 10–8  | —     | 14–10 | 15–10 |
| VALENCIA R.C. B    | 42–0 | 40–0  | *   | 12–6  | 6–0   | 6–20  | —     | 9–13  |
| XÈ-15 Valencia     | 18–8 | 16–12 | *   | 0–15  | 28–12 | 9–6   | 6–8   | —     |

|     |                            |                                    |                                    |                                    |                                    |                                    |                                    |                                    |  |  |  |  |  |  |  |  |  |  |
| Pos | Equipo                     | Jug                                | V                                  | E                                  | D                                  | PF                                 | PC                                 | Pts                                |  |  |  |  |  |  |  |  |  |  |
| 1º  | Club de Rugby San Roque    | 12                                 | 9                                  | 0                                  | 3                                  | 210                                | 48                                 | 30                                 |  |  |  |  |  |  |  |  |  |  |
| 2º  | Tatami Rugby Club          | 12                                 | 8                                  | 0                                  | 4                                  | 202                                | 138                                | 28                                 |  |  |  |  |  |  |  |  |  |  |
| 3º  | Xè-15 Valencia             | 12                                 | 7                                  | 0                                  | 5                                  | 138                                | 142                                | 26                                 |  |  |  |  |  |  |  |  |  |  |
| 4º  | Valencia Rugby Club B      | 12                                 | 5                                  | 0                                  | 7                                  | 174                                | 156                                | 22                                 |  |  |  |  |  |  |  |  |  |  |
| 5º  | CAU Rugby Valencia         | 12                                 | 5                                  | 0                                  | 7                                  | 101                                | 156                                | 22                                 |  |  |  |  |  |  |  |  |  |  |
| 6º  | Cullera Náutico Rugby Club | 12                                 | 4                                  | 0                                  | 8                                  | 94                                 | 165                                | 20                                 |  |  |  |  |  |  |  |  |  |  |
| 7º  | Tabernes de Valldigna RC   | 12                                 | 3                                  | 0                                  | 9                                  | 140                                | 196                                | 18                                 |  |  |  |  |  |  |  |  |  |  |
| 8º  | Moncada Rugby Club         | Excluido por doble incomparecencia | Excluido por doble incomparecencia | Excluido por doble incomparecencia | Excluido por doble incomparecencia | Excluido por doble incomparecencia | Excluido por doble incomparecencia | Excluido por doble incomparecencia |  |  |  |  |  |  |  |  |  |  |

| Local \ Visitante | CAR   | CEU   | ELC   | MUR  | ORI   | URE   |
| ----------------- | ----- | ----- | ----- | ---- | ----- | ----- |
| CARTAGENA R.C.    | —     | 9–18  | 10–32 | 0–6  | 8–11  | 10–14 |
| C.E.U. Alicante   | 6–0   | —     | 13–15 | 30–4 | 46–3  | 10–30 |
| ELCHE C.R         | 48–4  | 21–12 | —     | 30–9 | 3–0   | 15–6  |
| MURCIA R.C.       | 36–13 | 26–16 | 3–10  | —    | 33–14 | 8–28  |
| ORIHUELA C.R.     | 8–4   | 10–36 | 0–24  | 0–3  | —     | 0–30  |
| URES-78           | 6–0   | 20–4  | 18–4  | 22–0 | 50–3  | —     |

|     |                        |     |   |   |    |     |     |     |  |  |  |  |  |  |  |  |  |  |
| Pos | Equipo                 | Jug | V | E | D  | PF  | PC  | Pts |  |  |  |  |  |  |  |  |  |  |
| 1º  | U.R.E.S.-78            | 10  | 9 | 0 | 1  | 224 | 54  | 28  |  |  |  |  |  |  |  |  |  |  |
| 2º  | Elche Club de Rugby    | 10  | 9 | 0 | 1  | 202 | 78  | 28  |  |  |  |  |  |  |  |  |  |  |
| 3º  | C.E.U. Alicante        | 10  | 5 | 0 | 5  | 201 | 138 | 19  |  |  |  |  |  |  |  |  |  |  |
| 4º  | Murcia Rugby Club      | 10  | 5 | 0 | 5  | 128 | 163 | 19  |  |  |  |  |  |  |  |  |  |  |
| 5º  | Orihuela Club de Rugby | 10  | 2 | 0 | 8  | 45  | 237 | 14  |  |  |  |  |  |  |  |  |  |  |
| 6º  | Cartagena Rugby Club   | 10  | 0 | 0 | 10 | 57  | 185 | 10  |  |  |  |  |  |  |  |  |  |  |

| Valencia Senior | Valencia Senior     | Valenciana Juvenil | Valenciana Juvenil         | Valenciana Cadete | Valenciana Cadete         | Alicante Juvenil | Alicante Juvenil     | Alicante Cadete | Alicante Cadete        |
| --------------- | ------------------- | ------------------ | -------------------------- | ----------------- | ------------------------- | ---------------- | -------------------- | --------------- | ---------------------- |
| 1º              | Castelló Rugby      | 1º                 | Valencia Rugby Club        | 1º                | Club de Rugby San Roque A | 1º               | C.E.U. Alicante      | 1º              | C.E.U. Alicante        |
| 2º              | Tatami Rugby Club B | 2º                 | C.P. Les Abelles           | 2º                | Valencia Rugby Club A     | 2º               | San Juan Rugby Club  | 2º              | Elche Rugby Club       |
| 3º              | CAU Rugby Valencia  | 3º                 | Club de Rugby La Safor     | 3º                | La Salle-Valencia R.C.    | 3º               | Orihuela Rugby Club  | 3º              | U.R.E.S 78             |
| 4º              | C.P. Les Abelles B  | 4º                 | Cullera Náutico Rugby Club | 4º                | Valencia Rugby Club       | 4º               | Murcia Club de Rugby | 4º              | Orihuela Club de Rugby |
|                 |                     | 5º                 | Club de Rugby San Roque    | 5º                | Moncada Rugby Club        | 5º               | Ruiz Mendoza         | 5º              | Cartagena Rugby Club   |
|                 |                     | 6º                 | CAU Rugby Valencia         |                   |                           |                  |                      |                 |                        |
|                 |                     | 7º                 | Tatami Rugby Club          |                   |                           |                  |                      |                 |                        |

### Federación Andaluza de Rugby

###### Delegación de Sevilla
Fundación: 1951

Sede: c/ Abades-11, Sevilla

12 clubes adscritos (+4 de Extremadura) 1 división juvenil y 1 cadete

En Liga Nacional: 5 clubes en 1ªD, 9+4 clubes en 2ªD

###### Delegación de Granada
Fundación: 1974

Sede: Av. de Madrid-5, Granada

7 clubes sin competición provincial

En Liga Nacional: 2 clubes en 1ªD y 3 clubes en 2ªD

|     |                               |     |   |   |   |     |     |     |  |  |  |  |  |  |  |  |  |  |
| Pos | Equipo                        | Jug | V | E | D | PF  | PC  | Pts |  |  |  |  |  |  |  |  |  |  |
| 1º  | Sevilla Club de Fútbol B      | 6   | 4 | 0 | 2 | 154 | 64  | 14  |  |  |  |  |  |  |  |  |  |  |
| 2º  | Club Amigos del Rugby (CAR) B | 6   | 4 | 0 | 2 | 101 | 83  | 14  |  |  |  |  |  |  |  |  |  |  |
| 3º  | Club de Rugby Ciencias B      | 6   | 4 | 0 | 2 | 118 | 102 | 14  |  |  |  |  |  |  |  |  |  |  |
| 4º  | C.R. Medicina Sevilla         | 6   | 0 | 0 | 6 | 25  | 148 | 6   |  |  |  |  |  |  |  |  |  |  |

|     |                            |     |   |   |   |     |     |     |  |  |  |  |  |  |  |  |  |  |
| Pos | Equipo                     | Jug | V | E | D | PF  | PC  | Pts |  |  |  |  |  |  |  |  |  |  |
| 1º  | C.R. Divina Pastora B      | 6   | 6 | 0 | 0 | 170 | 32  | 18  |  |  |  |  |  |  |  |  |  |  |
| 2º  | Empresariales y Economicas | 6   | 4 | 0 | 2 | 113 | 59  | 14  |  |  |  |  |  |  |  |  |  |  |
| 3º  | Arquitectura Sevilla       | 6   | 2 | 0 | 4 | 68  | 117 | 10  |  |  |  |  |  |  |  |  |  |  |
| 4º  | Ingenieros Sevilla         | 6   | 0 | 0 | 6 | 67  | 126 | 6   |  |  |  |  |  |  |  |  |  |  |

|     |                                |     |   |   |   |     |     |     |  |  |  |  |  |  |  |  |  |  |
| Pos | Equipo                         | Jug | V | E | D | PF  | PC  | Pts |  |  |  |  |  |  |  |  |  |  |
| 1º  | CD Universitario de Granada B  | 6   | 5 | 0 | 1 | 101 | 19  | 16  |  |  |  |  |  |  |  |  |  |  |
| 2º  | Universitario de Córdoba       | 6   | 4 | 0 | 2 | 157 | 62  | 14  |  |  |  |  |  |  |  |  |  |  |
| 3º  | Club de Rugby Hípica Granada B | 6   | 2 | 0 | 4 | 94  | 90  | 10  |  |  |  |  |  |  |  |  |  |  |
| 4º  | C.R. Medicina Granada          | 6   | 1 | 0 | 5 | 10  | 192 | 8   |  |  |  |  |  |  |  |  |  |  |

|     |                           |     |   |   |   |     |     |     |  |  |  |  |  |  |  |  |  |  |
| Pos | Equipo                    | Jug | V | E | D | PF  | PC  | Pts |  |  |  |  |  |  |  |  |  |  |
| 1º  | Medicina Badajoz          | 6   | 6 | 0 | 0 | 352 | 35  | 18  |  |  |  |  |  |  |  |  |  |  |
| 2º  | Cacereño Atlético         | 6   | 3 | 0 | 3 | 168 | 141 | 12  |  |  |  |  |  |  |  |  |  |  |
| 3º  | Ing. Industriales Badajoz | 6   | 3 | 0 | 3 | 68  | 222 | 12  |  |  |  |  |  |  |  |  |  |  |
| 4º  | Empresariales Badajoz     | 6   | 0 | 0 | 6 | 28  | 226 | 6   |  |  |  |  |  |  |  |  |  |  |

| Local \ Visitante             | GRA   | MEB   | PAS   | SEV   |
| ----------------------------- | ----- | ----- | ----- | ----- |
| CD Universitario de Granada B | —     | 10–58 | 11–22 | 6–8   |
| MEDICINA Badajoz              | 64–0  | —     | 0–12  | 54–15 |
| C.R. Divina Pastora B         | 50–12 | 10–27 | —     | 28–8  |
| Sevilla Club de Fútbol B      | 16–8  | 6–20  | 0–26  | —     |

|     |                               |     |   |   |   |     |     |     |  |  |  |  |  |  |  |  |  |  |
| Pos | Equipo                        | Jug | V | E | D | PF  | PC  | Pts |  |  |  |  |  |  |  |  |  |  |
| 1º  | Medicina Badajoz              | 6   | 5 | 0 | 1 | 223 | 53  | 16  |  |  |  |  |  |  |  |  |  |  |
| 2º  | C.R. Divina Pastora B         | 6   | 5 | 0 | 1 | 148 | 59  | 16  |  |  |  |  |  |  |  |  |  |  |
| 3º  | Sevilla Club de Fútbol B      | 6   | 2 | 0 | 4 | 53  | 142 | 10  |  |  |  |  |  |  |  |  |  |  |
| 4º  | CD Universitario de Granada B | 6   | 0 | 0 | 6 | 47  | 218 | 6   |  |  |  |  |  |  |  |  |  |  |

| Juvenil | Juvenil                          | Cadete | Cadete                       |
| ------- | -------------------------------- | ------ | ---------------------------- |
| 1º      | Sevilla Club de Fútbol           | 1º     | Club Amigos del Rugby        |
| 2º      | Club de Rugby Divina Pastora     | 2º     | Sevilla Club de Fútbol       |
| 3º      | Club de Rugby Ciencias           | 3º     | Club de Rugby Divina Pastora |
| desc    | Club de Rugby Atlético Portuense | 4º     | Club de Rugby Ciencias       |
| desc    | Club Amigos del Rugby (CAR)      | 5º     | Aljarafe Rugby               |

## Competiciones internacionales

### Trofeo Europeo F.I.R.A. (Senior 1ª División)
De nuevo en la máxima categoría FIRA, el objetivo de la Selección Española era conseguir la permanencia. Sin embargo en el primer partido se complicaron las cosas al perder en el Estadio de Vallehermoso de Madrid contra Polonia por 20-25. Tampoco se pudo vencer a Italia en el nuevo estadio de Orcasitas, también en Madrid. Los dos siguientes partidos, en un calendario muy favorable para el equipo español, serían en La Foixarda en Barcelona, pero con los dos equipos más fuertes: Francia B y Rumania. No se pudo ganar ninguno pero se consiguió no perder demasiados puntos. Quedaba jugar con la Unión Soviética, ganar y que los soviéticos vencieran a su vez a Polonia. Los españoles perdieron en Moscú y estaban matemáticamente descendidos.

#### Resultados
| Ciudad          | Fecha      | Local           | Resultado | Visitante       |
| --------------- | ---------- | --------------- | --------- | --------------- |
| Rovigo          | 5-10-1980  | Italia          | 37-12     | Polonia         |
| Agen            | 18-10-1980 | Francia B       | 23-10     | Unión Soviética |
| Rovigo          | 2-11-1980  | Italia          | 3-4       | Unión Soviética |
| Sochaczew       | 9-11-1980  | Polonia         | 0-33      | Rumania         |
| Madrid          | 16-11-1980 | España          | 20-25     | Polonia         |
| Bucarest        | 23-11-1980 | Rumania         | 15-0      | Francia B       |
| Madrid          | 21-12-1980 | España          | 13-18     | Italia          |
| Rovigo          | 8-03-1981  | Italia          | 9-17      | Francia B       |
| Barcelona       | 22-03-1981 | España          | 19-40     | Francia B       |
| Bully-les-Mines | 25-03-1981 | Francia B       | 49-6      | Polonia         |
| Braila          | 12-04-1981 | Rumania         | 35-9      | Italia          |
| Barcelona       | 26-04-1981 | España          | 6-56      | Rumania         |
| Kiev            | 10-05-1981 | Unión Soviética | 40-7      | España          |
| Moscú           | 17-05-1981 | Unión Soviética | 10-16     | Rumania         |
| Olsztyn         | 24-05-1981 | Polonia         | 3-7       | Unión Soviética |

#### Clasificación
| Lugar | Selección       | Partidos | Partidos | Partidos  | Partidos | Puntos  | Puntos    | Puntos | Tabla de puntos |
| Lugar | Selección       | Jugados  | Ganados  | Empatados | Perdidos | A favor | En contra | dif.   | Tabla de puntos |
| ----- | --------------- | -------- | -------- | --------- | -------- | ------- | --------- | ------ | --------------- |
| 1     | Rumania         | 5        | 5        | 0         | 0        | 157     | 25        | +132   | 15              |
| 2     | Francia         | 5        | 4        | 0         | 1        | 129     | 59        | +70    | 13              |
| 3     | Unión Soviética | 5        | 3        | 0         | 2        | 76      | 81        | -5     | 11              |
| 4     | Italia          | 5        | 2        | 0         | 3        | 38      | 87        | -49    | 9               |
| 5     | Polonia         | 5        | 1        | 0         | 4        | 98      | 156       | -58    | 7               |
| 6     | España          | 5        | 0        | 0         | 5        | 65      | 179       | -134   | 5               |

| Bandera de Rumania |
| Campeón Rumania    |
| Cuarto título      |